# Brujería

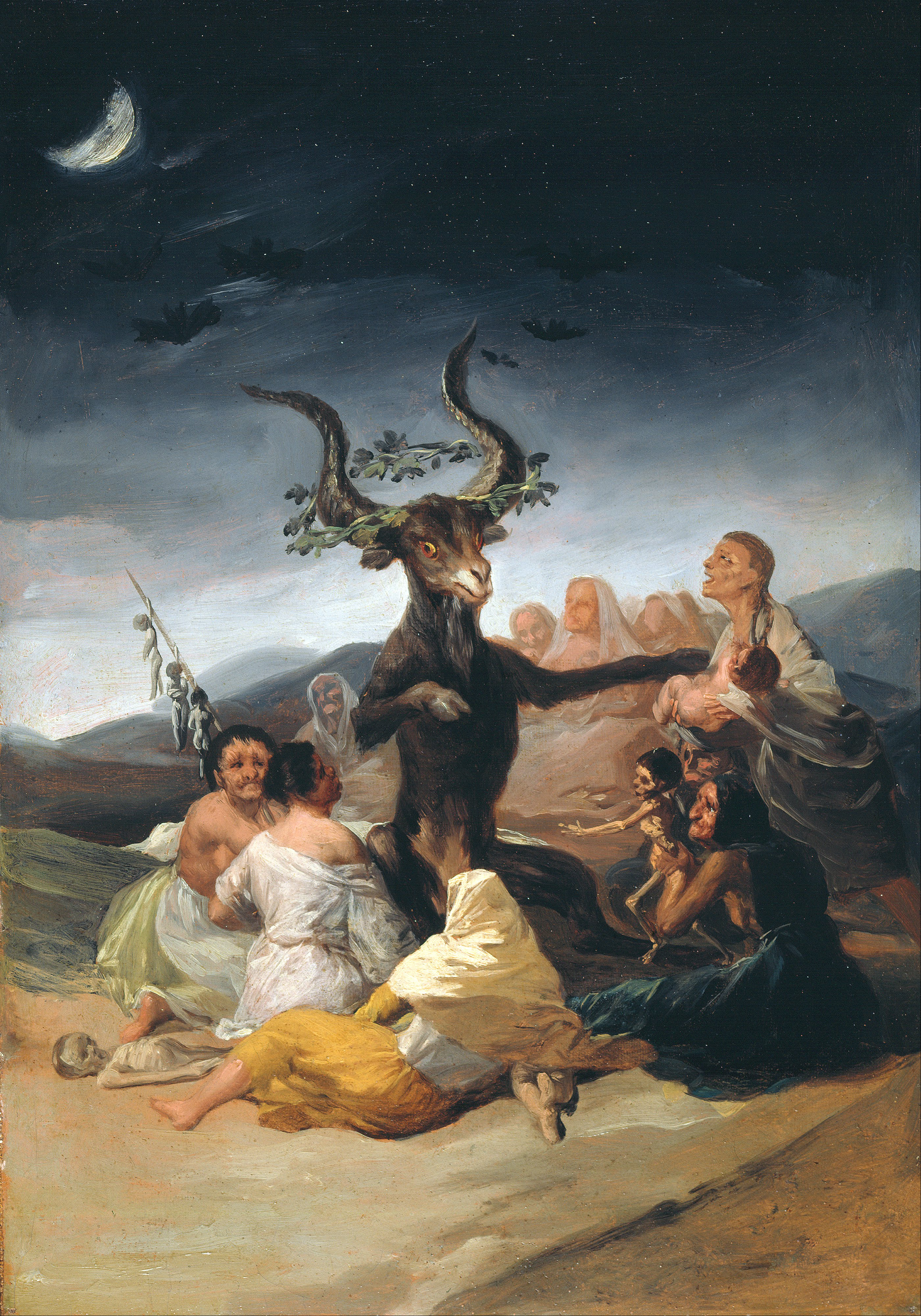
El aquelarre, de Francisco de Goya (1798).

La brujería es el conjunto de creencias, conocimientos prácticos y actividades atribuidos a ciertas personas llamadas brujas o brujos, supuestamente dotadas de ciertas habilidades mágicas.
La creencia en la brujería es común en numerosas culturas desde la más remota antigüedad, y las interpretaciones del fenómeno varían significativamente de una cultura a otra. Algunas teorías relacionan la brujería europea con antiguas religiones paganas de la fertilidad, aunque ninguna de ellas ha podido ser demostrada. Las brujas tienen una gran importancia en el folclore de muchas culturas, y forman parte de la cultura popular.
Si bien este es el concepto más frecuente del término bruja, desde el siglo XX el término ha sido reivindicado por sectas ocultistas y religiones neopaganas, como la wicca, para designar a todas aquellas personas que practican cierto tipo de magia, sea esta maléfica (magia negra) o benéfica (magia blanca), o bien a los adeptos de una determinada religión. La brujería es considerada una forma de espiritismo.
Para el cristianismo, la brujería se ha relacionado frecuentemente con la creencia de un espíritu malévolo, especialmente durante la Edad Moderna, cuando se desató en Europa una obsesión por la brujería que desembocó en numerosos procesos y ejecuciones de brujas (lo que se denomina «caza de brujas»).
Un uso más extenso del término se emplea para designar, en determinadas sociedades, a los magos o chamanes.

## Terminología: brujería, hechicería, magia
Aunque en castellano o idioma español se utiliza en ocasiones la palabra «brujo», en masculino, como sinónimo de mago, con independencia del tipo de magia que practique, el uso más frecuente del término en la actualidad y casi siempre en femenino hace referencia a las personas que practican la magia negra, pero no siempre fue así. Esto se debe a que históricamente tanto en Europa como en África y Oriente, las artes adivinatorias, la magia y la hechicería fueron siempre practicadas por varones, excepto en la época en que la «brujería demoníaca» fue perseguida en Europa durante la Edad Media, momento en el cual las brujas fueron consideradas en su mayoría del sexo femenino. Es con el cristianismo, que la manipulación de las fuerzas ocultas, tradicionalmente en manos masculinas ―las únicas con el poder suficiente como para realizar hechizos benéficos―, pasan a ser consagradas a las manos femeninas, las únicas capaces de realizar maleficios malignos para los padres de la «Iglesia».
Según Guy Bechtel, en todos los tiempos ha habido varones y mujeres que decían tener poderes y practicar la magia. Desde sacerdotes hasta emperadores se arrogaban el título de mago. Había funcionarios estatales que trabajaban de adivinos o augures y se dedicaban a augurar quien sería el vencedor en la batalla. Eran los magos. La brujería, en cambio, ejercida por gente de menor nivel cultural y económico, era vista como un subproducto de la magia. La gente recurría a los brujos y brujas para ahuyentar la mala suerte o mejorar las cosechas. En los principios se trataba de una brujería benéfica. Las brujas o brujos practicaban la llamada magia blanca. Esto se veía en Occidente tanto como en Oriente: en la Antigua Roma, en la Antigua Atenas, en el Antiguo Egipto e incluso en África existían talismanes contra el mal de ojo, amuletos, hierbas mágicas y pociones. Recién con el cristianismo aparece el concepto de brujería como herejía religiosa ligado principalmente a las mujeres, y el mago (magus) va dejando lugar al brujo (maleficus), con lo que el combate contra la magia se convierte en sinónimo de lucha contra el paganismo.
Mientras que la magia fue una ceremonia practicada en la corte real por los llamados nigromantes que utilizaban el conjuro para el control de los demonios, los poderosos magos eran del sexo masculino. Pero cuando los teólogos escolásticos condenaron estas prácticas al sostener que si los demonios proporcionaban servicios al mago era porque esperaban algo a cambio, fue cuando el mago-señor se transformó en bruja- servil, el sexo del malhechor cambió y los brujos se convirtieron en su gran mayoría en mujeres.

### Labruja
La palabra española bruja es de etimología dudosa, posiblemente prerromana, del mismo origen que el portugués y gallego bruxa y el catalán bruixa. La primera aparición documentada de la palabra, en su forma bruxa, data de finales del siglo XIII. En 1396 se encuentra la palabra broxa, en aragonés, en las Ordinaciones y paramientos de Barbastro. Carmelo Lisón Tolosana considera que el origen de la palabra puede encontrarse en el área pirenaica. En Gascuña y Béarn era también corriente el uso de una palabra etimológicamente relacionada, brouche. Debe tenerse en cuenta que en esta época el Languedoc y la Corona de Aragón eran áreas culturalmente muy relacionadas.
En el País Vasco y en Navarra se utilizó también el término sorgin (/sorguín/ en su pronunciación en español), ocupaban un papel análogo al de otras chamanas indígenas de distintas latitudes. Ellas eran las que conocían los secretos de la procreación y el nacimiento y, por tanto, hacían las labores de parteras y matronas. Igualmente conocían los secretos de las plantas y sus usos medicinales, por lo que también desempeñaban el papel de curanderas. También debido a su conexión con el mundo espiritual hacían las veces de consejeras, oráculos y sacerdotisas. En Galicia, la voz meiga.
En latín, las brujas eran denominadas maleficae (plurar de malefica), término que se utilizó para designarlas en Europa durante toda la Edad Media y gran parte de la Edad Moderna. Términos aproximadamente equivalentes en otras lenguas, aunque con diferentes connotaciones, son el inglés witch, el italiano strega, el alemán Hexe y el francés sorcière.

### Diferencias entre brujería y hechicería
El antropólogo español Julio Caro Baroja propone diferenciar entre «brujas» y «hechiceras». Las primeras habrían desarrollado su actividad en un ámbito predominantemente rural y habrían sido las principales víctimas de las cazas de brujas entre los años 1450 y 1750. En cambio, las hechiceras, conocidas desde la antigüedad clásica, son personajes fundamentalmente urbanos: un ejemplo característico en la literatura española es la protagonista de La Celestina de Fernando de Rojas. La distinción entre bruja y hechicera es además frecuente en la literatura española del Siglo de Oro: en El coloquio de los perros, Cervantes relata que el perro Berganza contó a su amigo Cipión, que cierta bruja le dijo:
Archivado el 31 de julio de 2017 en Wayback Machine.

[...] he querido dejar todos los vicios de la hechicería, en que estaba engolfada muchos años había y sólo me he quedado con la curiosidad de ser bruja, que es un vicio dificultosísimo de dejar.

Carmelo Lisón Tolosana diferencia asimismo entre hechicera y bruja, pero según este antropólogo español, aquella se basa en la distinta relación que mantienen una y otra con el poder oculto y maligno, con el poder demoníaco. La hechicera es tan antigua que «en realidad en toda cultura pueden encontrarse prácticas de magia hechiceril o maléfica, realizadas con intención de causar daño a otros, por medio de técnicas apropiadas e invocación de poderes misteriosos o demoníacos». Así la hechicera invoca y se sirve del poder demoníaco para realizar sus conjuros, mientras que la bruja hace un pacto con Satán, renuncia a su fe y rinde culto al diablo. «La fuente del poder oculto no es ahora la fuerza de la palabra ni la invocación al diablo ni la ceremonia mágica, sino que aquélla proviene de la adoración personal y voluntaria al demonio por parte de la bruja hereje y apóstata; su poder es vicario pero diabólico, adquirido a través de pacto explícito, personal y directo con el mismísimo Satán en conciliábulo nocturno y destructor que anuncia el aquelarre». El paso de la hechicera a esta «bruja satánica», «bruja aquelárrica», como las llama también Carmelo Lisón, se produjo en Europa a lo largo de los dos siglos finales de la Edad Media.
La idea de que la distinción principal entre brujería y hechicería es que en esta última no existe un pacto con el diablo es compartida por otros autores. Así, mientras que la brujería utiliza hierbas, ungüentos y alucinógenos para producir sugestión en sus víctimas, la hechicería usa materiales empíricos.
Así se puede decir también que tenemos dos tipos de brujería: la antigua, que todavía subsiste y es la de los filtros amorosos y la adivinación (o hechicería), y la demoníaca, vinculada a los aquelarres y el diablo (o brujería). En la mayoría de los idiomas se utilizan términos diferentes para cada una menos en el francés, idioma en el cual solo existe sorcellerie para ambas. En inglés existe sorcery y witchcraft, en portugués feitiçaria y bruxaria, en italiano fattucchieria y stregoneria, en alemán se dice Kunst o Zauberei y Hexerei, mientras que en castellano se dice  «hechicería» a la primera y «brujería» a la segunda.

## Historia de la brujería en Occidente

### La Antigüedad clásica

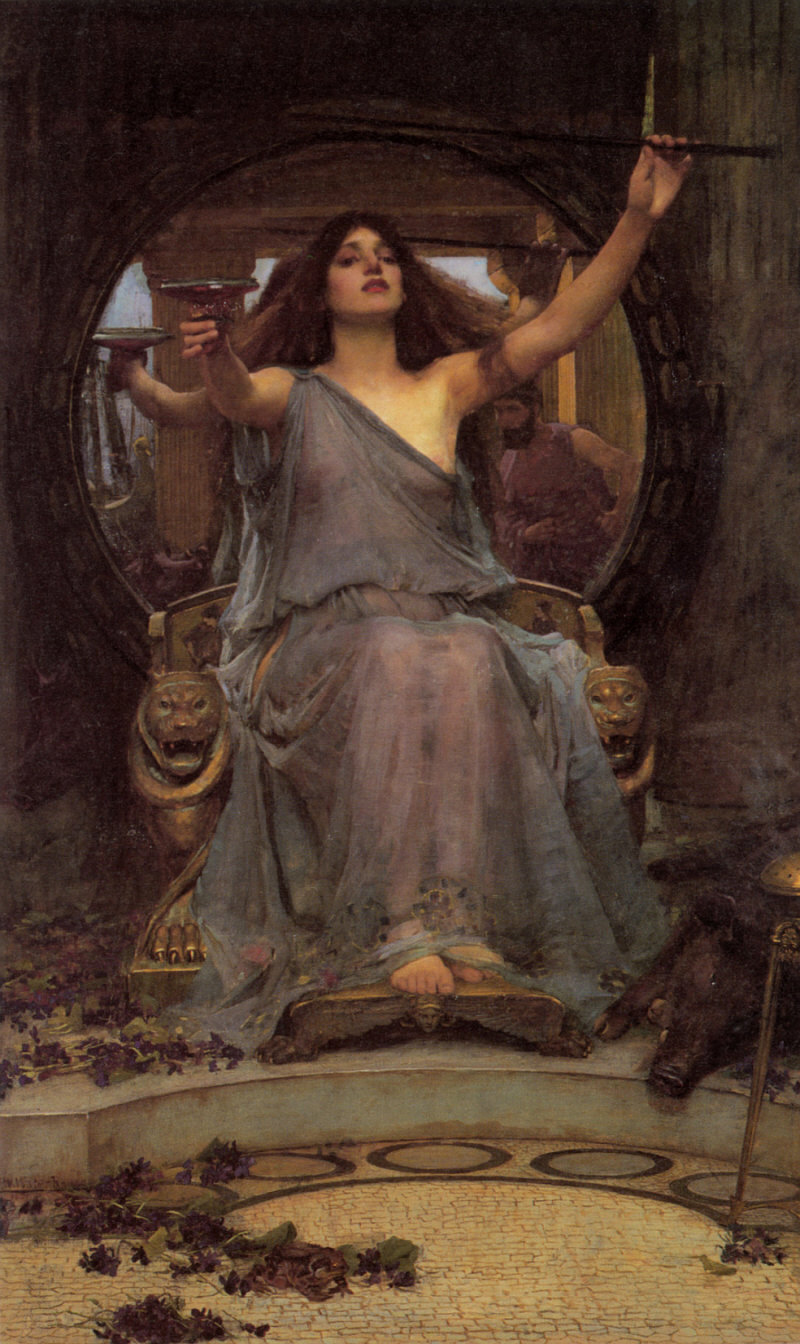
Circe ofreciendo un brebaje a Ulises, por J. W. Waterhouse.

En las antiguas Grecia y Roma, estaba extendida la creencia en la magia. Existía, sin embargo, una clara distinción entre distintos tipos de magia según su intención. La magia benéfica a menudo se realizaba públicamente, era considerada necesaria e incluso existían funcionarios estatales, como los augures romanos, encargados de esta actividad. En cambio, la magia realizada con fines maléficos era perseguida.
Se atribuía generalmente la magia maléfica a hechiceras (en latín maléficae), de las que hay numerosas menciones en numerosos autores clásicos.
Según los textos clásicos, se creía de estas hechiceras que tenían la capacidad de transformarse en animales, que podían volar de noche y que practicaban la magia tanto en provecho propio como por encargo de terceras personas. Se dedicaban preferentemente a la magia erótica, aunque también eran capaces de provocar daños tales como enfermedades o tempestades. Se reunían de noche, y consideraban como sus protectoras e invocaban en sus conjuros a diosas como Hécate, Selene, Diana entre otras deidades.
Probablemente, las brujas más conocidas de la literatura clásica son dos personajes mitológicos, Circe y Medea. Las habilidades mágicas de ambas residen sobre todo en su dominio de las pócimas o filtros mágicos (phármakon, en griego). Medea, que se presenta a sí misma como adoradora de Hécate, se convirtió en el arquetipo de la hechicería en las literaturas griega y romana. Hay menciones de brujas en las obras de Teócrito, Horacio, Ovidio, Apuleyo, Lucano y Petronio, entre muchos otros. Estos autores hacen especialmente referencia a brujas que realizan magia de tipo erótico.
Relacionada con la creencia grecorromana en las brujas está la figura de la estirge, un animal nocturno que es mitad pájaro mitad ser humano que se alimenta de sangre (y que resulta también un precedente de la moderna figura del vampiro).
Los escritores antiguos fueron a menudo escépticos acerca de las presuntas facultades de las brujas.

### La brujería en el Antiguo Testamento

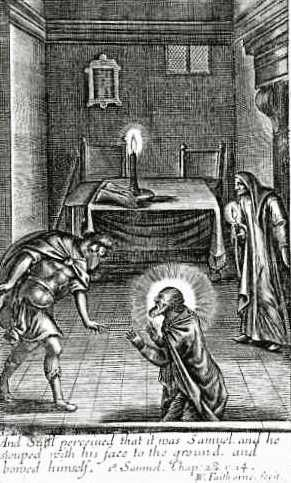
Saúl y la bruja de Endor.

En la Torá (equivalente al Antiguo Testamento cristiano) no aparece el concepto de «brujería», con el significado y las connotaciones que se desarrollarían en el Medioevo europeo. En Éxodo lo que se prohíbe concretamente es la magia o hechicería (en hebreo kasháf, ‘la que susurra’), es decir, la práctica de, mediante invocación de dioses o espíritus o mediante fórmulas mágicas obtenidas gracias al conocimiento y la sabiduría supuestamente sobrenaturales, tratar de influir sobre personas y acontecimientos futuros. En esto difiere la magia de la adivinación, pues esta última solo trata de descubrir acontecimientos futuros, no de influir en ellos o cambiarlos. En suma, los hechiceros mencionados en la Biblia no son satanistas sino sacerdotes más o menos formales de cultos de esa época. Se llama así tanto a los sacerdotes de Egipto, como a los de Babilonia y Persia.
En la Torá se establece que la hechicería debe ser castigada con la pena de muerte: «A la hechicera no la dejarás que viva» (Éxodo). Es de notar que, al igual que en la Grecia y Roma clásicas, la brujería aparece como una actividad mayoritariamente femenina.
De otras citas bíblicas (Levítico, Deuteronomio 18:11-12), se desprende que la principal actividad de estas hechiceras era la necromancia o invocación a los muertos. En el Primer Libro de Samuel (1Samuel 28:1-25) se relata la historia de la bruja de Endor, a la que Saúl, contraviniendo sus propias leyes, recurrió para invocar al difunto profeta Samuel antes de una batalla con los filisteos.

### Brujería y cristianismo en la Edad Media
Los padres de la Iglesia se mostraron escépticos sobre la realidad de la brujería. Agustín de Hipona dudaba de la posibilidad de la metamorfosis y desarrolló la teoría de que los delirios de los brujos eran creados por el diablo.
Sin embargo, el Código Teodosiano promulga, por primera vez, una ley en contra del ejercicio de la magia, en 429. En 534, el segundo Código de Justiniano prohíbe consultar a los astrólogos y adivinos por ser una «profesión depravada». El Concilio de Ancira o Concilio de Elvira, en 306, declara que matar a través de un conjuro es un pecado y la obra del demonio. El Concilio de Laodicea solicita, en 360, la excomunión de todo aquel que practique la brujería, la adivinación, la astrología o la magia.
En la Alta Edad Media abundan los testimonios de eclesiásticos que denuncian como ilusiones las viejas creencias sobre las brujas, condenándolas como cultos paganos.

Los obispos se preocupaban de los hechizos, de las viejas que pretendían haber hecho viajes nocturnos maravillosos, de los fabricantes de filtros y encantamientos, de clérigos eruditos adeptos a la magia y a la astrología, de los invocadores de los demonios.

En la segunda mitad del siglo XIII d. C. la percepción de la brujería cambia y se acentúa la preocupación por ella a causa de la difusión de textos herméticos y de la idea mantenida por ciertos clérigos eruditos de que los cristianos a veces dejaban que el diablo se apoderara de ellos o de una parte de su ser. Así se pasa de la visión de la brujería como una superstición o como el resultado de ilusiones demoníacas, a pensar que los que la practican lo que buscan es establecer pactos con el diablo, por lo que se cree necesario clasificar muy bien sus prácticas e interrogarlos con detenimiento. A partir de entonces la creencia en las intervenciones directas del diablo en la vida del hombres se hace más real, más evidente, más repetida, como nunca antes en la historia medieval. Esta preocupación llega al papa que consulta a los teólogos, cuya opinión queda plasmada en la bula Super illius specula (de 1326), que equipara la brujería a la herejía. Así las prácticas mágicas se convierten 

...en un gran peligro para el género humano al desafiar los lazos de obediencia, al suscitar la rebelión, convirtiéndose también, como la herejía, en un crimen de lesa majestad humana y divina, justificando el procedimiento más duro, más excepcional, puesto que es la majestad misma la que aparece amenazada por este crimen atroz.

Los eclesiásticos comienzan a creer seriamente en la realidad del fenómeno de la brujería, que ya no es considerado como una mera superstición, y Tomás de Aquino, el teólogo más importante de su tiempo, formula la teoría de los demonios íncubos y súcubos que utiliza para precisar la casuística que se puede dar en las relaciones sexuales entre los humanos y los demonios.
El cambio aparece reflejado en las Partidas de Alfonso X el Sabio ―quien por otro lado era muy aficionado a las prácticas hechiceras―, aunque ponen bajo la jurisdicción real a la magia y a la adivinación, y no de la eclesiástica, porque no son consideradas como herejías.
El dominico catalán Nicholas Eymeric incluye la brujería en su famoso manual para inquisidores Directorium inquisitorium de 1376. En él establece tres tipos de brujería: la de los que adoran a los demonios, arrodillándose ante ellos, encendiendo cirios y quemando incienso, cantando oraciones, etc; los que les dan un culto mezclando los nombres de los demonios con los de los santos, rogando que los mismos demonios hagan de mediadores ante Dios, etc.; y los que invocan siempre a los demonios trazando figuras mágicas, colocando un niño en medio de un círculo, etc. A continuación Emeric advierte que si el brujo o la bruja se dirige al demonio en un tono imperativo (te mando, te ordeno) la herejía no está bien marcada, en cambio si dice 'te ruego' o 'te pido', eso significa oración ―y adoración― lo que tiene que ser severamente castigado.
En el siglo XV d. C. la ofensiva antibrujería se acentúa y el aumento de los procesos por esta causa aumenta de forma extraordinaria en toda Europa ―la misma Juana de Arco fue condenada y quemada en la hoguera por «bruja»―. El papa Inocencio VIII promulgó en 1484 la bula Summis desiderantis affectibus en la cual reconoce formalmente el hecho de la brujería. Mayor impacto tendrá la publicación dos años después del libro Malleus maleficarum de dos dominicos alemanes, en el que se presenta la brujería como una secta diabólica que hay que exterminar.

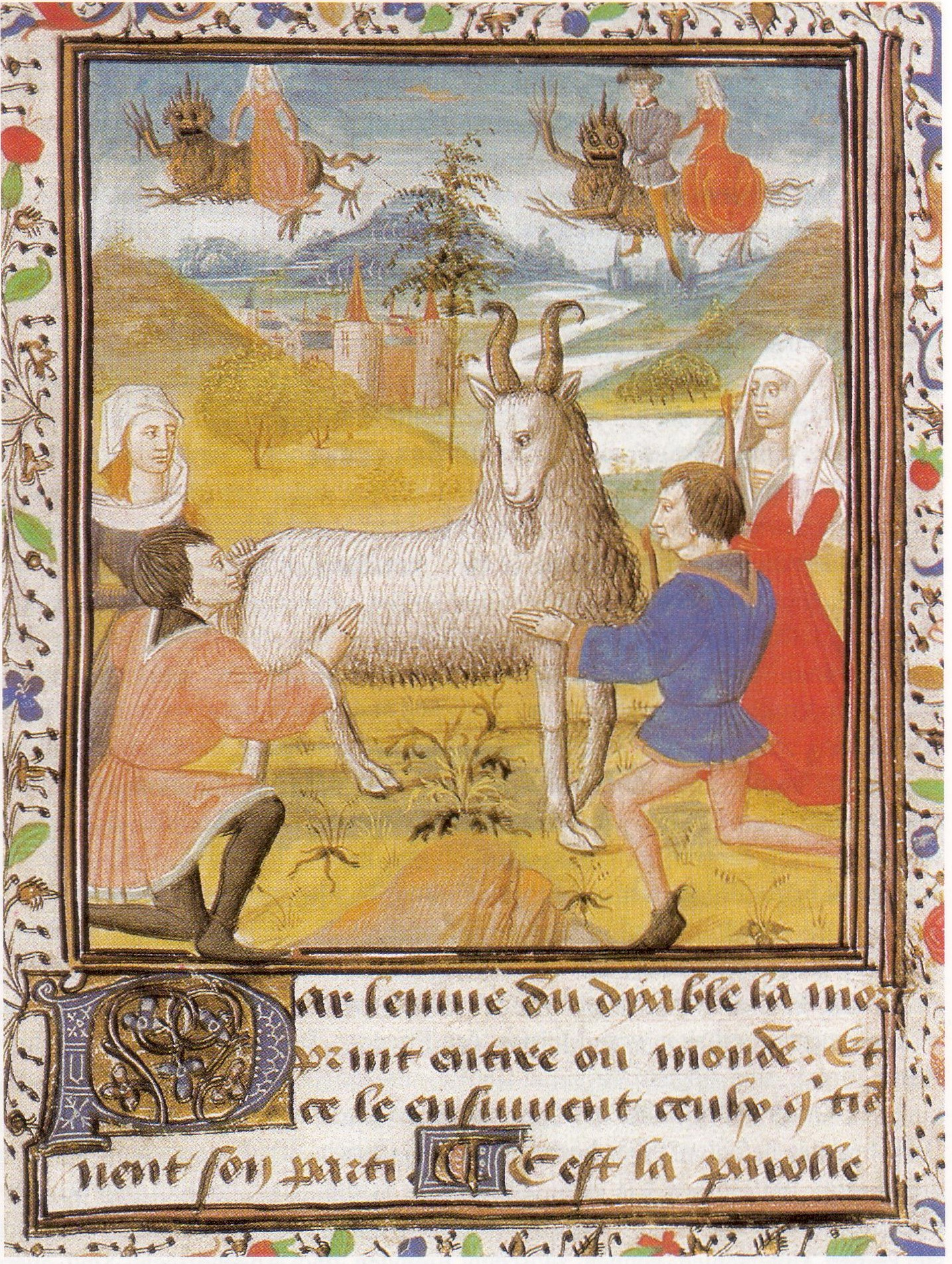
Una de las primeras representaciones del sabbat. Miniatura del

Es precisamente en el siglo XV d. C. cuando aparecen las representaciones en imágenes del sabbat, y es significativo que una de las primeras sea una miniatura aparecida en un tratado contra los herejía valdense en la que se imita la iconografía utilizada en el Cordero místico, el famoso cuadro de Jan van Eyck, cambiando el cordero por el macho cabrío.
El primer caso de la quema de una bruja data de 1275 en Toulouse ―epicentro del catarismo. El inquisidor Hugo Baniol condenó a una mujer enajenada mental a la hoguera luego de que ésta confesó haber procreado un monstruo con un demonio. Doctores de la iglesia como san Buenaventura y Tomás de Aquino creían posible el encuentro carnal entre mujeres y demonios.
Otros tempranos y escasos informes sobre la persecución de brujas datan de 1360, ejecutadas por la justicia civil en Suiza y Croacia.
Sin embargo, en esa época el poder judicial civil no estaba separado del poder religioso. De los once territorios del Sacro Imperio Romano Germánico donde la persecución fue más intensa en términos de cantidades de brujas condenadas, siete eran católicos: Colonia, Maguncia, Würtzburg, Bamberg, Tréveris, Eichstätt y Ellwangen, y allí mataban en nombre de dios y las autoridades católicas estuvieron implicadas.
En 1829, el novelista francés Lamothe-Langon sostuvo que la tolerancia hacia las brujas por parte de la Iglesia cambió cuando la Iglesia comenzó a perseguir las herejías cátara y valdense. Ambas concedían una gran importancia al Demonio. Para combatir estas herejías fue creada la Inquisición pontificia en el siglo XIII d. C.. En el siglo siguiente comienzan a aparecer en los procesos por brujería las acusaciones de pacto con el Diablo, el primer elemento determinante en el concepto moderno de brujería.
La primera persona en estar en desacuerdo con el cambio de pensamiento respecto de la brujería fue el matemático y cardenal Nicolás de Cusa, quien insistía en la no existencia de las brujas como seres que se transformaban en animales.

### Brujería y cristianismo en los inicios de la Edad Moderna
Con la Reforma Protestante la situación de las brujas no cambió; al contrario, Martín Lutero era un convencido sobre las existencia de los brujos e insistía en su persecución, aunque no fue responsable de las hogueras como Juan Calvino (1509-1564).

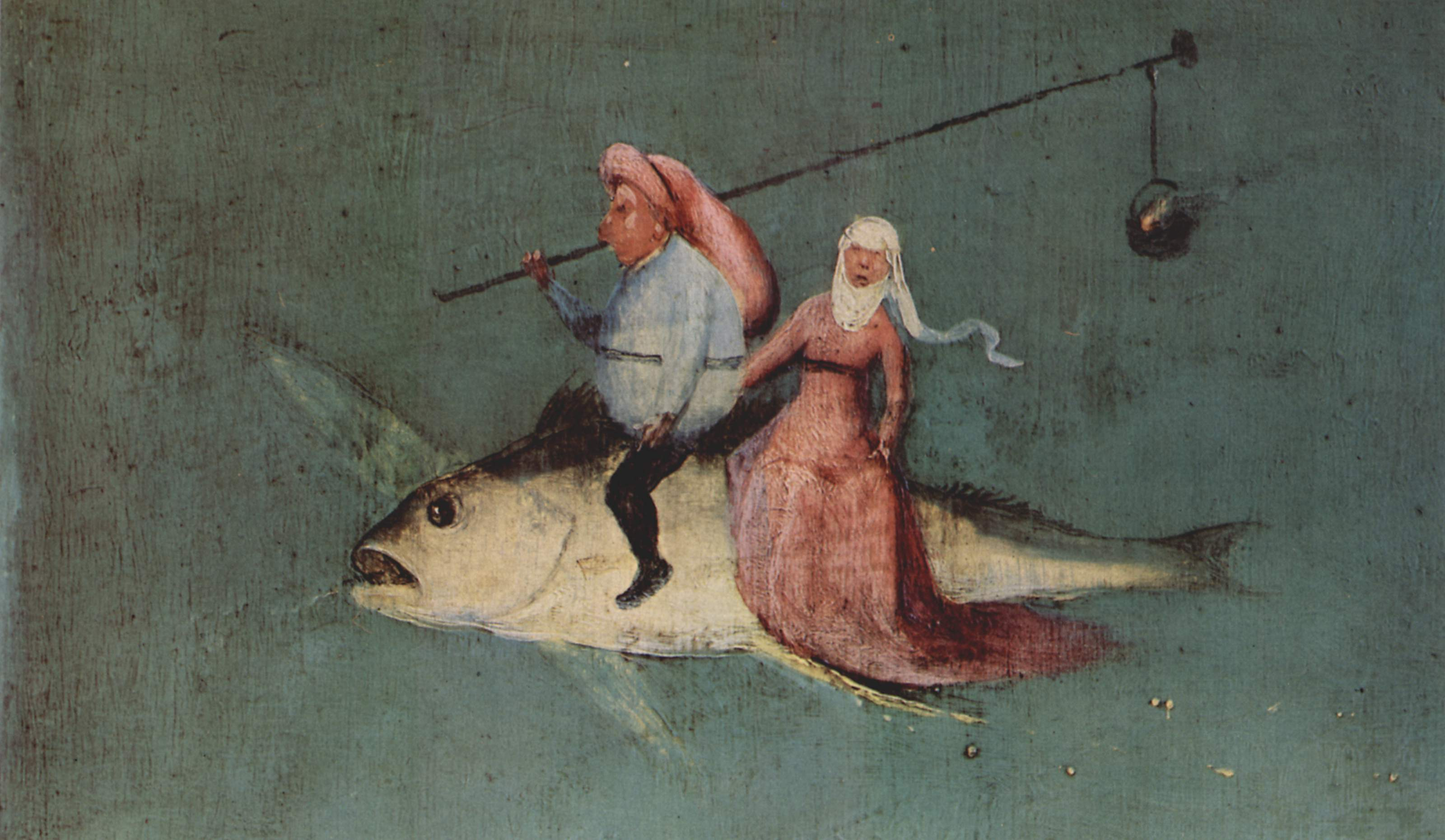
Detalle del Tríptico de las Tentaciones de san Antonio (hacia 1501) de El Bosco en el que aparece una imagen satírica de una pareja que se traslada por los aires al Sabbat montada en un pez volador. Él, delante, porta colgado de una pértiga el caldero de las cocciones mágicas; ella, detrás, con una falda de cola larga.

La primera persona que alzó su voz en contra de la cacería de brujas fue el médico protestante Johann Weyer (1515-1588). En 1563, Weyer concluyó que las principales acusadas de brujería eran mujeres ancianas que según él sufrían de «melancolía».
Contra la existencia de brujas se sumaron los también protestantes Johann Jacob Wecker (1528-1586), Herman Witekind (1524-1603) y Johannes Ewich (1525-1588).
Dentro de la Iglesia católica, dos figuras destacaron en la lucha contra la caza de brujas: el español Alonso de Salazar y Frías y el jesuita alemán Friedrich Spee.
En el año 1610, en la localidad de Logroño se lleva a cabo el enjuiciamiento de presuntas brujas, episodio que se conoce como el Juicio a las Brujas de Zugarramurdi. De entre los tres inquisidores encargados del proceso se destacó la figura de Alonso de Salazar y Frías. Salazar se opuso a sus dos colegas, que estaban convencidos de la culpabilidad de las supuestas brujas. En su informe al inquisidor general, Salazar concluyó: «No hubo brujos ni embrujados hasta que se empezó a hablar y escribir de ellos». Dicha investigación contribuyó a la definitiva abolición de las quemas de brujas en todo el Imperio español.
Entre 1626 y 1631, en el paroxismo de la guerra de los Treinta Años, período en el cual se produjeron grandes matanzas, saqueos y terribles hambrunas y en el cual se llegaron a darse episodios de canibalismo, los príncipes católicos que reconquistaban territorios luteranos llevaron adelante juicios masivos contra personas acusadas de brujas en la ciudad de Würzburg y en las que fueron ejecutadas más de 1000 personas, hombres, mujeres y niños, acusados de ser brujos.
En España, Polonia y Europa oriental, la caza de brujas fue insignificante.

### La brujería en Europa durante la Edad Moderna
Los siglos XVI y XVII constituyen el período culminante de la caza de brujas, especialmente en el centro de Europa y las islas británicas. En el sur de Alemania fueron quemadas 3229 brujas entre 1560 y 1670; en Escocia 4400 entre 1590 y 1680; en Lorena, más de 2000 entre 1576 y 1606. Ricardo García Cárcel señala que la mayor incidencia en estas regiones se debió a que «habían sufrido guerras de religión y que, en muchos casos, eran zonas de tensión política y social, que padecían las consecuencias de la Reforma». En el mundo católico, en la primera mitad del siglo XVII los jesuitas tomaron el relevo de los dominicos en la «caza de brujas».
Las matanzas fueron acompañadas de una extraordinaria proliferación de libros sobre el tema, con Alemania a la cabeza. Del Malleus maleficarum se hicieron entre 1486 y 1669 un total de 34 ediciones, lo que equivale de 30 000 a 50 000 ejemplares. El anónimo El teatro de los diablos (1569) y Instrucciones sobre la tiranía y el poder del diablo de André Musculus, fueron algunos de estos libros dedicados a la brujería y a la demonología, que en total sumarían más de 200 000 ejemplares, solo en el mercado alemán. En Francia la obra de mayor éxito fue la Demonomanía de Bodino (1580).
Incluso algunos de los protagonistas de la revolución científica del siglo XVII, como Francis Bacon o Robert Boyle, creían en las brujas y en los espíritus malignos. Boyle llegó a proponer que se interrogara a los mineros para determinar «si han visto algún demonio subterráneo; y si es así, qué apariencia y aspecto presentan». Sin embargo, hubo otros intelectuales que buscaron una explicación racional al fenómeno de la brujería, como Ulrico Melitor, Johann Wier o el inglés Reginald Scot con su Discoverie of Witchcraft (1584). Según Julio Caro Baroja, «este libro, y algún otro en que se hacían invocaciones a la prudencia, encolerizó de tal manera al rey Jacobo I que se consideró obligado a refutarlo condenando las opiniones dañinas expuestas en él, que no eran sino la de considerar que los espíritus malignos, sólo en excepcionales circunstancias, tenían comercio con los hombres... El libro de Scot, pese a que fue quemado por el verdugo, tuvo sus lectores y años después se volvió a publicar, más o menos adulterado».
Con la Ilustración desaparece la obsesión por la brujería, y en el siglo XVIII d. C. tienen lugar las últimas condenas. En Inglaterra y en Escocia en 1722, en Francia en 1746, en Alemania en 1775, en España en 1781, en Suiza en 1782 y en Polonia en 1793. Sin embargo, todavía hubo una oleada de quema de brujas en Sudamérica a lo largo del siglo XIX d. C..

#### El concepto de brujería: orígenes y desarrollo

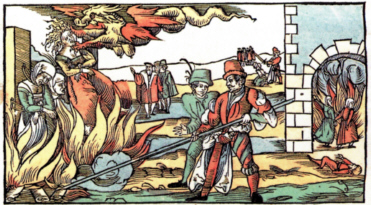
Quema de brujas

A finales de la Edad Media empezó a configurarse una nueva imagen de la bruja, que tiene su principal origen en la asociación de la brujería con el culto al Diablo (Demonología) y, por lo tanto, con la idolatría (adoración de dioses falsos) y la herejía (desviación de la ortodoxia).
Aunque el primer proceso por brujería en que están documentadas acusaciones de asociación con el Diablo tuvo lugar en Kilkenny (Irlanda), entre 1324 y 1325, solo hacia 1420-1430 puede considerarse consolidado el nuevo concepto de brujería. Existen variantes regionales, pero puede describirse una serie de características básicas, reiteradas tanto en las actas de los juicios como en la abundante literatura culta sobre el tema que se escribió en Europa durante los siglos XV d. C., XVI d. C. y XVII d. C..
Las principales características de la bruja, según los teóricos del tema en la época, eran las siguientes:
- el vuelo en palos, animales, demonios o con ayuda de ungüentos;
- encuentros nocturnos con el Diablo y otras brujas en el sabbat o aquelarre;
- pactos con el Diablo;
- sexo con demonios (en forma de íncubos y súcubos),
- la magia negra.

Esta idea de la brujería, predominante en la Edad Moderna y base de las cazas de brujas, era alarmante en la época, ya que se extendió la idea de que las brujas conspiraban para extender el poder del Diablo. La caracterización negativa de las brujas comparte algunas características con el antisemitismo (expresiones como «synagoga satanae», «sinagoga de Satanás» o «shabat», para designar las reuniones nocturnas de las brujas), y tiene un fuerte carácter misógino.
Aunque no todos los sospechosos de brujería eran mujeres (hubo un significativo porcentaje de hombres procesados y ejecutados por delitos de brujería), se consideraba a la mujer más inclinada al pecado, más receptiva a la influencia del Demonio, y, por tanto, más proclive a convertirse en bruja.
La misoginia de la Iglesia tuvo gran influencia en la creación de este imaginario social sobre la bruja. La Iglesia no torturaba ni quemaba a las brujas directamente, pero colaboró en gran medida en las persecuciones al exaltar la imagen demoníaca de la mujer y avivar el sentimiento de odio misógino que predominó hacia todo lo femenino en esa época. La Iglesia acusaba a las mujeres de lascivas y sostenía su inferioridad moral e intelectual. El poder judicial y el poder religioso no estaban separados. La Iglesia no hizo nada para oponerse a la persecución de las brujas, asistía a las ejecuciones y recién en 1657 condenó las persecuciones, cuando ya habían sido torturadas y asesinadas miles de mujeres.

##### ElMalleus Maleficarumy la polémica sobre la realidad de la brujería

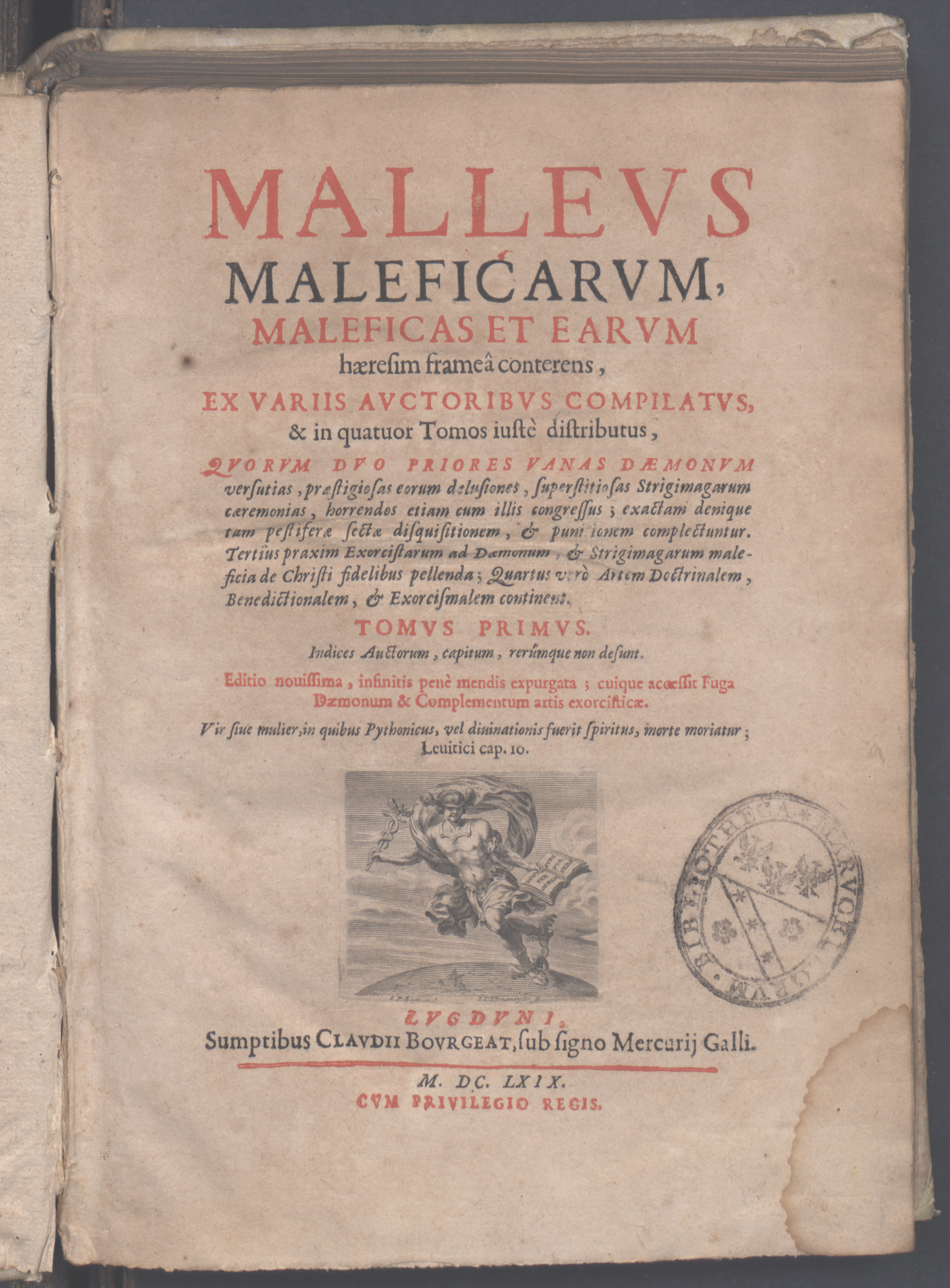
Portada del Malleus maleficarum en una edición de 1669.

La definición de la brujería como adoración al Diablo se difundió por toda Europa mediante una serie de tratados de demonología y manuales para inquisidores que se publicaron desde finales del siglo XV d. C. hasta avanzado el siglo XVII d. C.. El primero en alcanzar gran repercusión fue el Malleus maleficarum (‘martillo de las brujas’, en latín), un tratado filosófico-escolástico publicado en 1486 por dos inquisidores dominicos, Heinrich Kramer (Henricus Institoris, en latín) y Jacob Sprenger. El libro no solo afirmaba la realidad de la existencia de las brujas, conforme a la imagen antes mencionada, sino que afirmaba que no creer en brujas era un delito equivalente a la herejía: «Hairesis maxima est opera maleficarum non credere» (‘la mayor herejía es no creer en la obra de las brujas’).
El libro fue el resultado de las experiencias que tuvieron estos dos frailes, Krame y Sprenger, que fueron enviados a ocuparse de las supersticiones en el norte y el centro de Alemania. En él recopilaron una enorme cantidad de historias, que eran presentadas no como supersticiones, sino como hechos reales de comercio con Satán y los poderes de las tinieblas:

Las brujas comían y devoraban realmente a los niños, copulaban con demonios, volaban por los aires para acudir en sus encuentros en el sabbat, atacaban al ganado, provocaban tormentas y conjuraban los poderes del rayo. Ningún otro libro de su época promovió más una materia que trataba de combatir
Henry Kamen.

Además el libro muestra una obsesión sobre el tema sexual en relación con las brujas al que alude constantemente:

Cuestión VIII: ¿pueden los diablos impedir la impotencia genital?
Cuestión IX: ¿Pueden crear las brujas ilusiones hasta el punto de hacer creer que el miembro viril ha sido separado del cuerpo?;
Capítulo VI: sobre la manera como las brujas suelen impedir la capacidad genital;
Capítulo VII: sobre la manera como suelen untar a los hombres el miembro viril, etc.

Tanto el Malleus maleficarum como otros muchos libros que se publicaron en la época constituyeron el fundamento de la caza de brujas que se dio en toda Europa durante la Edad Moderna, especialmente en los siglos XVI y XVII y que causó la muerte, según algunos cálculos de unas 60 000 personas.
Los renacentistas italianos
Algunos filósofos renacentistas como Marsilio Ficino creyeron en la realidad de la brujería, pero hubo otros, como Pietro Pomponazzi que la cuestionaron. Más contundente en su impugnación del Malleus... fue el jurisconsulto Gian Francesco Ponzinibio, quien partiendo del Canon Episcopi niega los vuelos de las brujas y otras fantasías atribuidas a ellas. Sus críticas a la creencia en las brujas fueron rechazadas por el inquisidor Bartolommeo de Spina que lo acusó de hereje. El eclesiástico Samuele de Cassinis en un opúsculo publicado en Milán en 1505 también negó la realidad de los actos de los que se acusaba a las brujas, que fue respondido inmediatamente por el dominico de Pavía Vicente Dodo. La misma línea inquisitorial de Sipina y de Dodo fue defendida por Paolo Grillandi en un libro sobre sortilegios, herejías y cópulas carnales, en el que contaba casos de brujería en los que había ejercido como juez en el sur de Italia, como en el ducado de Spoleto, y de las supuestas reuniones que mantenían las brujas en Benevento. Pero la obra de Gillandus y la de otros que defendían la realidad de la brujería fue criticada por Andrea Alciato, Gerolamo Cardano, Andrea Cesalpino y Giambattista della Porta.
La experiencia del doctor Laguna en Metz

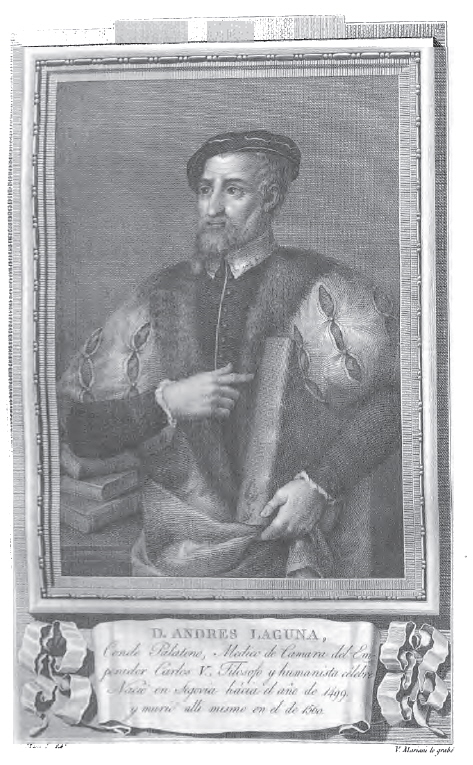
Andrés Laguna, médico de cámara del emperador Carlos V, filósofo y humanista célebre.

En Metz el doctor Andrés Laguna llevó a cabo una experiencia hacia 1545 para demostrar que la acusación de brujería a una pareja de ancianos acusados de haber causado una grave enfermedad al duque de Lorena, del que Laguna era su médico, no tenía fundamento. Cogió el ungüento de color verde y fuerte olor que se descubrió en el lugar donde vivían los dos supuestos brujos y se lo aplicó a una paciente suya que padecía de insomnio. Entonces la mujer cayó en un profundo sopor durante el cual soñó cosas disparatadas, lo que convenció al doctor Laguna de que lo que decían los brujos y brujas era producto de alucinaciones. Sin embargo, su «experimento» no logró convencer a los jueces, y la supuesta bruja fue quemada y el marido murió poco después en circunstancias misteriosas. Al poco tiempo murió el duque y Laguna se marchó de Metz.
Imperio Germánico
El Malleus... tuvo una réplica inmediata por parte de un abogado de Constanza, Ulrico Molitor, que publicó De lamiis et phitonicis mulieribus, en el que negaba la realidad de los vuelos de las brujas y otros prodigios atribuidos a ellas, inspirándose en la doctrina del Canon Episcopi. El libro tuvo varias ediciones y fue muy apreciado por sus grabados en los que se mostraban las supuestas acciones de las brujas. Sin embargo, el abogado opinaba que éstas debían ser castigadas por su apostasía y corrupción.
Por su parte los reformadores Lutero, Melachton y otros creían firmemente en el poder de los maleficios, en la presencia del Demonio y en la realidad de los vuelos y metamorfosis de las brujas.
El médico Johann Wier, discípulo de Heinrich Cornelio Agrippa, escribió en francés un libro editado en París en 1579 en el que recogió todas las opiniones contrarias a la realidad de los actos atribuidos a las brujas, e incluso a los demonios. Según Caro Baroja, Wier «niega que el mismo Demonio ponga su poder al servicio de éstas [las supuestas brujas] y que, por lo tanto, se verifiquen realmente sus propósitos y que tenga lugar el pacto de mutuo acuerdo. El Demonio lo único que hace es engañarlas, apoderándose de su espíritu. Ahora bien, se comprende que para esto escoja a la gente más propicia, o sea los débiles, melancólicos, ignorantes, maliciosos, etc. Y como éstos abundan más entre las mujeres que entre los hombres, es natural también que entre ellas haya más captadas».

#### Prácticas atribuidas a las brujas

##### Pacto con el Diablo
Se atribuía a los acusados de brujería un pacto con el Diablo. Se creía que al concluir el pacto, el Diablo marcaba el cuerpo de la bruja, y que una inspección detenida del mismo podía permitir su identificación como hechicera.
Mediante el pacto, la bruja se comprometía a rendir culto al Diablo a cambio de la adquisición de algunos poderes sobrenaturales, entre los que estaba la capacidad de causar maleficios de diferentes tipos, que podían afectar tanto a las personas como a elementos de la naturaleza; en numerosas ocasiones, junto a estos supuestos poderes se consideraba también a las brujas capaces de volar (en palos, animales, demonios o con ayuda de ungüentos), e incluso el de transformarse en animales (preferentemente lobos).
La supuesta capacidad de volar también se asienta sobre algunos informes remitidos por los inquisidores a Felipe II tras su misión en Galicia. Tanto Felipe II como sus antecesores solicitaron a la Santa Inquisición investigaciones sobre la veracidad de las leyendas populares en lo que a la capacidad de volar se refiere. En los primeros informes se afirmaba no haber encontrado nada que pudiera confirmar las historias populares, pero las investigaciones posteriores cambiaron radicalmente y en los siguientes escritos los inquisidores afirmaron haber visto volar a las brujas y salir por las chimeneas con sus escobas.

##### El aquelarre o sabbat
Se creía que las brujas celebraban reuniones nocturnas en las que adoraban al Demonio. Estas reuniones reciben diversos nombres en la época, aunque predominan dos: sabbat y aquelarre. La primera de estas denominaciones es casi con seguridad una referencia antisemita, cuya razón de ser es la analogía entre los ritos y crímenes atribuidos a las brujas y los que según la acusación popular cometían los judíos. La palabra «aquelarre», en cambio, procede del euskera aker (‘macho cabrío’) y larre (‘campo’), en referencia al lugar en que se practicaban dichas reuniones.

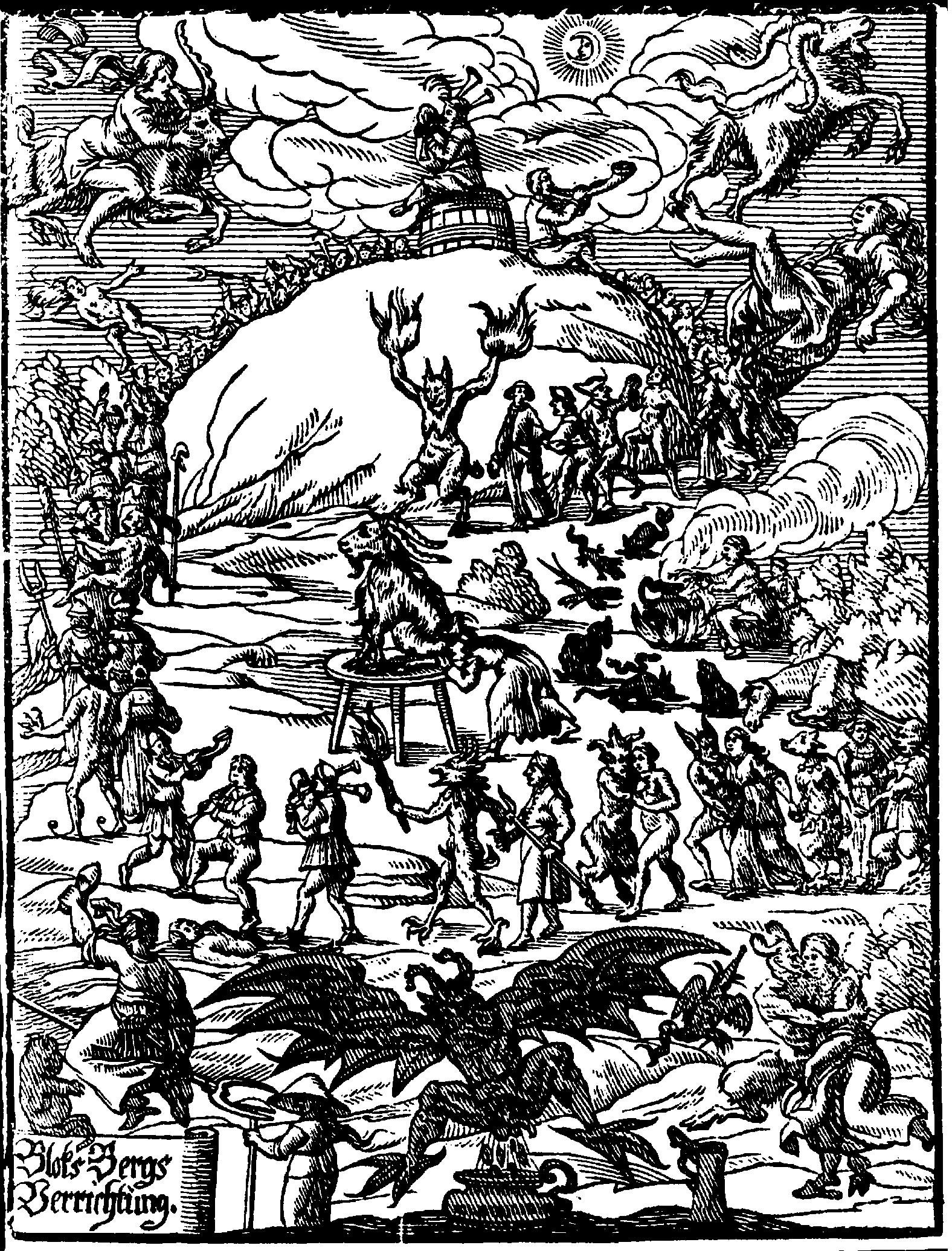
El aquelarre. Ilustración del libro de Anton Praetorius.

Según se creía, en los aquelarres se realizaban ritos que suponían una inversión sacrílega de los cristianos. Entre ellos estaban, por ejemplo, la recitación del Credo al revés, la consagración de una hostia negra, que podía estar hecha de diferentes sustancias, o la bendición con hisopo negro.
Además, casi todos los documentos de la época hacen referencia a opíparos banquetes (con frecuencia también a la antropofagia) y a una gran promiscuidad sexual. Una acusación muy común era la del infanticidio, o los sacrificios humanos en general.
La principal finalidad de los aquelarres era, sin embargo, siempre según lo considerado cierto en la época, la adoración colectiva del Diablo, quien se personaba en las reuniones en forma humana o animal (macho cabrío, gato negro, etc). El ritual que simbolizaba esta adoración consistía generalmente en besar el ano del Diablo (osculum infame). En estas reuniones, el Diablo imponía también supuestamente su marca a las brujas, y les proporcionaba drogas mágicas para realizar sus hechizos.
Se creía que los aquelarres se celebraban en lugares apartados, generalmente en zonas boscosas. Algunos de los más célebres escenarios de aquelarres fueron las cuevas de Zugarramurdi (Navarra) y Las Güixas (cerca de Villanúa, en la provincia de Huesca) en España, el monte Brocken (mencionado en el Fausto de Goethe), en Alemania, Carnac en Francia; el nogal de Benevento y el paso de Tonale, en Italia. Se creía también que algunos aquelarres se celebraban en lugares muy lejanos de la residencia de las supuestas brujas, que debían por tanto hacer uso de sus poderes sobrenaturales para desplazarse volando: por ejemplo, se acusó a algunas brujas del País Vasco francés de asistir a aquelarres en Terranova.
Algunas fechas se consideraban también especialmente propicias para la celebración de aquelarres, aunque varían según las regiones. Una de ellas era la noche del 30 de abril al 1 de mayo, conocida como la noche de Walpurgis.

##### El vuelo

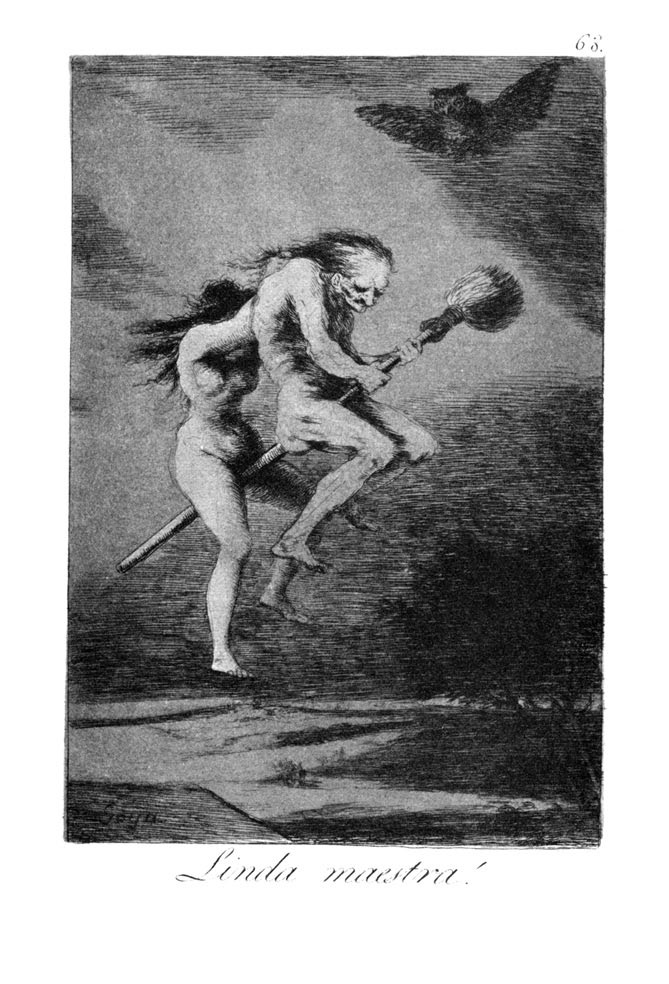
Linda maestra (1799), de Francisco de Goya.

Se atribuía a las brujas la capacidad de desplazarse volando a los aquelarres. Esta creencia se remonta, al menos, a la Antigüedad clásica, aunque a menudo fue vista con escepticismo (por ejemplo, en el Canon episcopi se afirma la absoluta falsedad de esta idea). Los procedimientos empleados para volar varían según los diferentes testimonios: en el Canon episcopi, por ejemplo, se hace referencia a la creencia de que las brujas se desplazaban en animales voladores. Sin embargo, el medio de locomoción más frecuente, y que como tal ha perdurado en la imagen actual de la bruja, es la escoba.
El simbolismo de la escoba se ha interpretado de diversas formas. Para algunos autores se trata de un símbolo fálico «wicca». Archivado desde el original el 4 de abril de 2018. Consultado el 3 de julio de 2015., lo que se relacionaría con la supuesta promiscuidad sexual de las brujas. Otras teorías mencionan que la escoba pudo haber sido utilizada para administrarse determinadas drogas.
Con respecto a los vuelos de las brujas, las opiniones de los teólogos de la época estuvieron muy divididas. Para algunos, tenían lugar físicamente, en tanto que otros consideraban que se trataba de ensueños inducidos por el Diablo. Modernamente se han relacionado con el consumo de ciertas drogas conocidas en la Europa rural, tales como el beleño, la belladona y el estramonio.

##### La metamorfosis
La cultura popular del norte de Europa atribuye a las brujas la transformación preferente en un gato negro.
En la cultura guatemalteca se dice que algunas brujas realizan un ritual en el cual con unos pocos movimientos del cuerpo vomitan el alma, logrando así el poder de convertirse en cualquier tipo de animal.

##### Magia negra
Se acusaba a las brujas de la realización de hechizos mediante la magia negra, esto es, con fines maléficos. Mediante estos hechizos, lograban supuestamente hacer morir o enfermar a otras personas o al ganado, o desencadenar fenómenos meteorológicos que arruinaban las cosechas.

##### La definición del delito de brujería
El delito de brujería tomó su forma definitiva en Francia gracias fundamentalmente a la obra de Jean Bodin De Demonomanie des Sorciers editada en París en 1580 y en la que se determina que los brujos y brujas son culpables de quince crímenes: renegar de Dios; maldecir de Él y blasfermar; hacer homenaje al Demonio, adorándole y sacrificando en su honor; dedicarle los hijos; matarlos antes de que reciban el bautismo; consagrarlos a Santanás en el vientre de sus madres; hacer propaganda de la secta; jurar en nombre del Diablo en signo de honor; cometer incesto; matar a sus semejantes y a los niños pequeños para hacer cocimiento; comer carne humana y beber sangre, desenterrando a los muertos; matar, por medio de venenos y sortilegios; matar ganado; causar la estirilidad en los campos y el hambre en los países; tener cópula carnal con el Demonio.

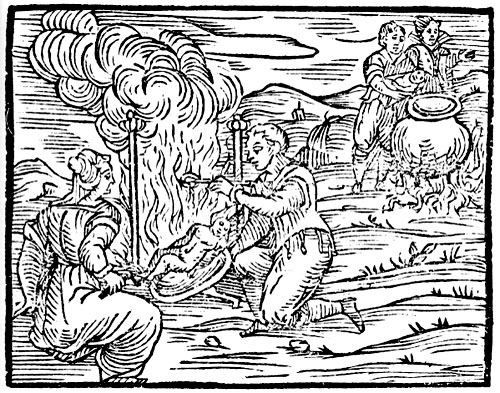
Grabado del Compendium maleficarum (1608) de Francesco Maria Guazzo que muestra la preparación del banquete del sabbat.

Dos años después Piérre Grégoire publica un tratado en el que compendia las leyes civiles y eclesiásticas sobre la brujería y da noticia de la caza de brujas llevada a cabo en el Languedoc, donde, en el año 1577, fueron quemados cuatrocientos brujos y brujas. Pero los que acabaron de perfilar el delito de brujería fueron tres jueces civiles. El primero, Nicolas Rémy, publicó en Lyon en 1595 su experiencia como magistrado en el ducado de Lorena que durante los quince años que actuó allí, entre 1576 y 1591, mandó quemar a unas novecientas personas, acusadas de ser brujos o brujas. El segundo fue Henri Boguet, «gran juez de la ciudad de Saint Claude», que escribió un libro en 1602 en el que cuenta su actuación en la zona del Jura, y en el que describía cómo descubría a los brujos buscando señales características en sus cuerpos o en sus cabezas, que mandaba rapar, y a los que no dudaba en aplicar la tortura para que confesaran. El tercer juez fue Pierre de Lancre que mandó quemar a unas ochenta brujas en el país del Labort, en el País Vasco francés, y cuya actuación tuvo sus consecuencias al otro lado de la frontera con el famoso proceso de las brujas de Zugarramurdi, y que también publicó su experiencia en dos libros muy famosos.
Tratadistas de otras partes de Europa también contribuyeron a la definición del delito de brujería. Destacan el flamenco Peter Binsfeld, que en 1591 publicó Tractatus de confessionibus maleficorum et sagarum; el castellano-flamenco Martín del Río, con su Disquisitionimum magicarum libri sex publicado en 1599 —según Julio Caro Baroja, «da una versión del sabbat, tomando elementos de aquí y allá, citando ora a Rémy, ora a Binsfield mismo, ora a los inquisidores antiguos franceses e italianos, etc.»; y el milanés Francesco Maria Guazzo con su Compendium maleficarum.

##### La persecución de las brujas
Entre los siglos XV d. C. y XVIII d. C. se dio una persecución particularmente intensa de la brujería, conocida como caza de brujas. Esta persecución afectó a la práctica totalidad del territorio europeo, si bien fue particularmente intensa en Centroeuropa, en los estados semiindependientes bajo la autoridad nominal del Sacro Imperio Romano Germánico, y en la Confederación Helvética. Los estudiosos actuales del tema dan una cifra aproximada de 110.000 procesos y 60.000 ejecuciones,[cita requerida] a pesar de que cálculos anteriores arrojaban cifras mucho más elevadas.  En España, por otro lado, "no encontramos nada parecido a la fobia que se apoderó de Europa en los siglos XVI y XVII, y que llevó a la hoguera a cientos, y hasta a miles de desgraciadas".

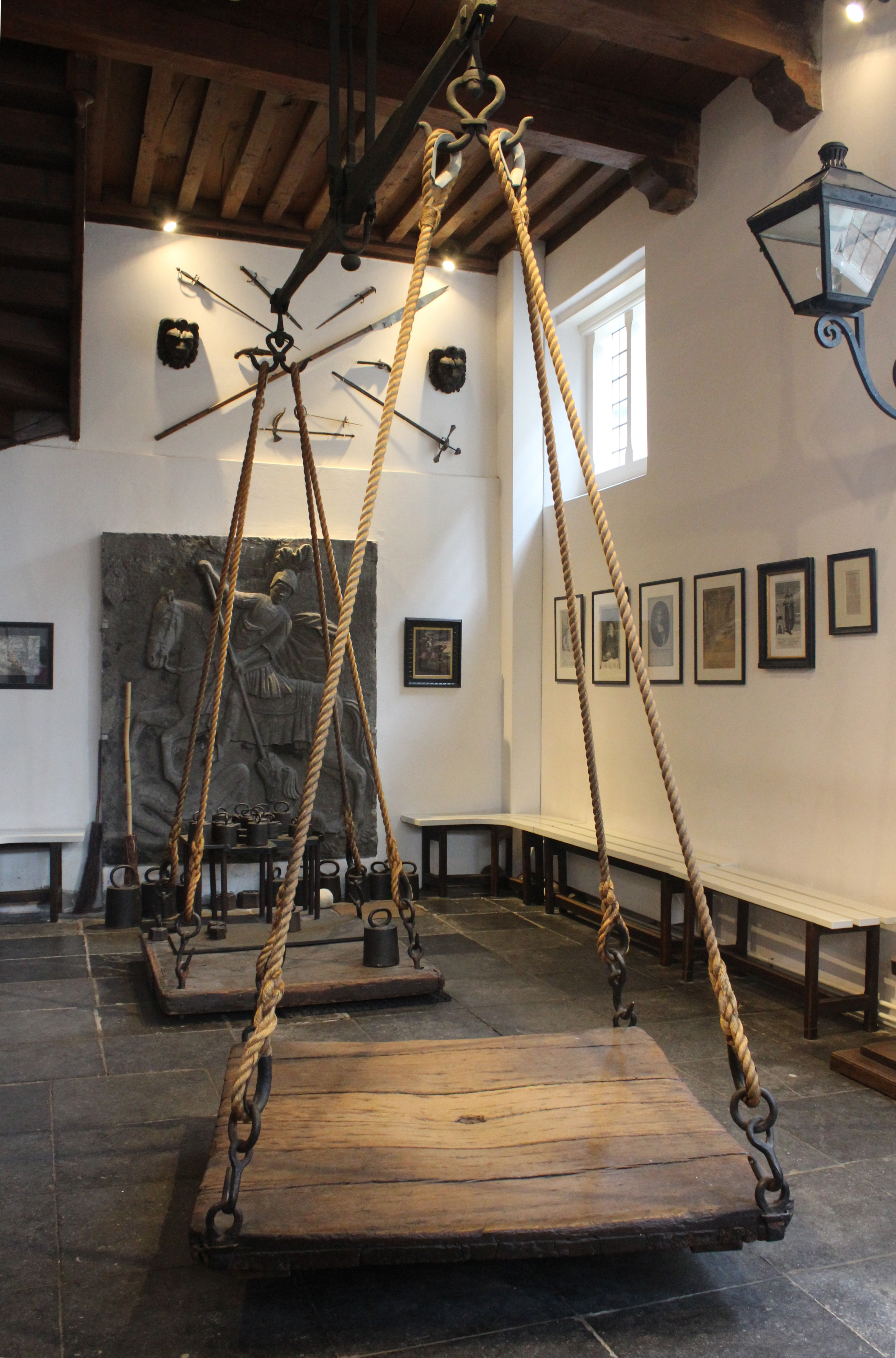
Escala de brujas, Oudewater, Países Bajos.

La principal acusación contra las brujas era la de demonolatría o adoración del diablo, concretada ya en una obra clásica sobre el tema, el Malleus maleficarum (‘martillo de brujas’). Entre los siglos XVI d. C. y XVIII d. C. aparecieron numerosas obras de eclesiásticos y juristas acerca de este tema.
Contra lo que suele creerse, la mayor parte de los procesos por brujería los llevaron a cabo tribunales civiles, y la Inquisición tuvo un papel mucho menor. Los procesos tuvieron lugar por igual en países católicos y protestantes. En los territorios de religión ortodoxa, en cambio, las cazas fueron de intensidad mucho menor.
Durante estos procesos, se aplicó con frecuencia la tortura para obtener confesiones, por lo cual los investigadores actuales suelen manifestar cierto escepticismo acerca de lo manifestado en los juicios por brujería.
Algunos procesos se han hecho especialmente célebres, como el de los juicios de Salem, en los Estados Unidos, tema de la célebre obra Las brujas de Salem, del dramaturgo Arthur Miller publicada en 1953, que popularizó la expresión caza de brujas en relación con el Comité de Actividades Antiestadounidenses del senador Joseph McCarthy (la época conocida como macartismo). Desde entonces, la expresión caza de brujas se aplica metafóricamente a cualquier persecución de tipo ideológico.
Este código indicaba cómo reconocer a las brujas (las manchas en la piel eran un signo, por ejemplo) y enseñaba contra ellas diversas formas de tortura (por ejemplo, meter a una bruja en el agua: si flotaba, se trataba de una bruja). También instruía sobre cómo realizar interrogatorios intencionalmente confusos y contradictorios para desconcertar a las acusadas y lograr que finalmente se traicionaran y traicionaran a otras.
En España, la Inquisición dejó de perseguirlas a raíz del proceso contra las brujas de Zugarramurdi (1610), en el que los inquisidores se encontraron ante la posibilidad de tener que quemar a varios miles de mujeres si resultaban condenadas. Resolvieron la cuestión declarando que no tenían pacto con el diablo y desde entonces no se quemó a ninguna otra.
En el siglo XVI d. C., Anton Praetorius (1560-1613), un pastor y teólogo calvinista alemán, luchó contra la persecución de brujas y la tortura en su obra Gründlicher Bericht, un informe completo acerca de la brujería y las brujas.

### La crisis de la brujería (sigloXVII)
Según el antropólogo e historiador español Julio Caro Baroja en la «época del Barroco, sobreviene la gran crisis de la brujería», que se manifiesta de dos maneras. La primera es que son cada vez más abundantes y fuertes «las voces de los que niegan la realidad de los actos de brujos y brujas». La segunda es que «la Brujería en sí deriva con frecuencia a formas distintas y se complica con los llamados estados de posesión demoníaca».

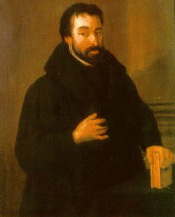
Friedrich Spee von Lagenfeld.

El pionero en cuestionar la realidad de la brujería fue el inquisidor español Alonso de Salazar y Frías en el demoledor informe que presentó en 1612-1613 al Consejo de la Suprema Inquisición con motivo del famoso proceso de las brujas de Zugarramurdi, y que marcó la relativamente benigna política sobre la brujería de la Inquisición española. Sin embargo, su informe no se hizo público, por lo que quien es reputado como el primer autor que habló de la falsedad de la brujería es el jesuita alemán Friedrich Spee (1591-1635).
Spee conocía la obra del jesuita Adam Tanner (Innsbruck, c. 1572–Unken, 1632), profesor de la Universidad de Ingolstadt, quien en su libro Theologia scholastica se oponía a los juicios por brujería.
Spee asistió a los juicios de Würzburg y actuó como confesor de muchos acusados, concluyendo que ninguna de las personas llevadas a la hoguera era culpable de brujería. Spee fue un rebelde que tuvo que publicar su obra Cautio criminalis como autor anónimo para protegerse y sin autorización de los superiores de su orden. Spee se negó a renunciar a la orden cuando se lo pidieron. El objetivo de Spee era desacreditar el Malleus maleficarum.
En su libro comienza diciendo que no discute la existencia de las brujas, pero de los condenados que confesó él mismo ninguno resultaba culpable de brujería, por lo que abogaba por el fin de los juicios por brujería —de hecho, éstos comenzaron a declinar en la Alemania del XVII.
Spee no negaba la intervención del demonio en la vida humana, pero denunciaba, como ya lo había hecho el inquisidor Salazar, los abusos que se producían en los procesos por brujería. Ya desde el momento de su detención la persona acusada era tratada como culpable cuando era interrogada y cuando se le buscaban marcas o señales diabólicas en su cuerpo. Las confesiones eran conseguidas mediante la tortura y no se hacía caso a las retractaciones posteriores. Además, en Alemania, se seguía recurriendo a las ordalías para determinar la inocencia o la culpabilidad del acusado, una práctica medieval que ya se había abandonado en la mayor parte de Europa. Una de las ordalías consistía en la inmersión en agua de una acusada y si quedaba flotando era culpable, si se hundía era inocente. También se pinchaba con una aguja a las presuntas brujas y aquellas que tenían partes insensibles quedaba demostrado que lo eran.
El Cautio criminalis fue leído por el jesuita e inquisidor Francesco Albizzi, quien quedó muy impresionado por la obra y se convenció de la brutalidad de las cacerías de brujas. Extremadamente duro con los seguidores del astrónomo Galileo Galilei, a quienes persiguió, Albizzi tomó una dura postura en contra de la caza de brujas.
En 1631 Albizzi, por entonces nuncio apostólico en la ciudad alemana de Colonia, presencia con horror una quema de brujas:

Nuestros ojos hubieron de contemplar un espectáculo terrible. A las afueras de muchas ciudades y aldeas vimos numerosas estacas a las que habían atado a pobres y desgraciadas mujeres para quemarlas por brujas.
Francesco Albizzi

En 1636, como inquisidores, Francesco Albizzi y el cardenal Marzio Ginetti se opusieron a la cacería de brujas desatada por el príncipe elector Fernando de Colonia.
Sin embargo, entre 1648 hasta 1651 se desata una cacería de brujas en la montañosa y aislada región de los Grisones. Los juicios se llevaron en la ciudad de Vaduz, actual Liechtenstein donde cerca de 100 «brujos» fueron ejecutados en la hoguera.
En 1655, Albizzi logró rescatar a quince niños, hijos de los ajusticiados en los juicios de Vaduz, acusados de practicar brujería. Los niños fueron amenazados ―sin que ningún sacerdote confesor los asistiera― con que si no confesaban que eran brujos les harían padecer executio bestialis ('ejecutados como animales'). Refugiados en Milán y bajo la protección de Albizzi, todos los niños llevaron vidas normales.
Entre 1679 hasta 1682 se conforma un nuevo tribunal que condena a muerte a 200 personas por brujería. Una comisión enviada por Leopoldo I de Habsburgo y precedida por el príncipe-obispo de Kempten, determinó que los juicios fueron llevados a cabo por el señor local, el conde Franz Carl von Hohenems, para quedarse con las propiedades de los acusados. El total de 300 personas ejecutadas en los dos juicios representaba el 10 % de la población del condado de Vaduz. El conde fue apresado y luego de su muerte el obispo de Kempten vende las tierras a Juan Adán Andrés de Liechtenstein, cuya familia da nombre a la región.
Así pues, las nuevas ideas sobre la brujería «no ejercieron aún influencia sobre muchos jueces y otras personas responsables de la administración de justicia que no solo durante el siglo XVII d. C., sino también durante el XVIII, condenaron a la hoguera a brujos y brujas... [aunque] las causas no fueron casi nunca tan sensacionales como las de los viejos tiempos».
Uno de esos procesos tardíos, más abundantes en los países protestantes que en los católicos, tuvo lugar en 1670 en Suecia. Unos niños y muchachos del pueblo de Mohra denunciaron a unas supuestas brujas que, según ellos, les habían llevado a un sabbat presidido por el demonio, que les obligó a renegar de Dios, siendo «bautizados» a continuación por un sacerdote infernal. Se abrió un proceso y fueron quemadas setenta mujeres y azotadas cincuenta. De los niños acusadores, quince, los que tenían dieciséis años, fueron quemados y cuarenta fueron azotados.

### Brujería en la América española
Durante la época prehispánica, los antiguos habitantes tenían una concepción de la brujería distinta a la que se tiene actualmente. Las personas que lograban tener poderes sobrenaturales o, en este caso, tener el don de hacer hechizos, eran concebidas como habitantes distinguidos y respetados por los habitantes de las localidades en las que se encontraran.[cita requerida]
Al igual que en España, donde la caza de brujas fue insignificante, en la Nueva España los casos son pocos: «la brujería tal vez no encontraba tanto crédito entre las autoridades y los pensadores españoles e indianos».  Efectivamente, la Santa Inquisición, atendiendo a las recomendaciones del teólogo Alonso de Salazar y Frías, mucho más avanzadas que las de autoridades de otros países, fue generalmente escéptica sobre la brujería, recomendando más bien la educación religiosa al pueblo para eliminar las supersticiones y el cuidado médico de aquellos a quienes se acusaba de brujería.
En el Perú, a lo largo de los siglos XVI, XVII, XVIII y XIX en los que hubo virreinato, hubo un total de 498 inquisiciones, de las cuales los enjuiciamientos por invocaciones al demonio, hechicería, y quiromancia sumaron 38. Por Real disposición de Felipe II, la Santa Inquisición no tenía jurisdicción sobre los indios, por lo cual nunca ningún indio fue procesado por brujería. En la gran mayoría de las inquisiciones se sobreseyó a los acusados; en todo caso, ni una sola persona fue condenada a muerte por brujería.
De acuerdo con ciertos procesos judiciales de la época colonial, al tiempo de los mismos se hallaba entre el pueblo una la convicción de que brujos y brujas se reunían durante la noche de los viernes en cuevas secretas habitadas por seres de características sobrenaturales para beber, comer, bailar y celebrar su trato con el demonio (lo que antes era bien visto, ahora se tomaba como algo sumamente negativo). Además, se pensaba que quienes practicaban este rito tenían la capacidad de transformarse en animales; a este tipo de personas se les comenzó a llamar nahuales, de los cuales a lo largo de la historia fueron una fuente primordial de leyendas sobrenaturales, tomando mayor peso en México.
Asociadas a la hechicería estaban las artes adivinatorias. Entre las más conocidas y practicadas durante el período colonial estaba la nigromancia (adivinación mediante la invocación de los muertos), la geomancia (adivinación través de líneas, círculos o puntos hechos en la tierra), la hidromancia (adivinación través de la observación del agua), la onomancia (adivinación mediante cálculos numéricos y anagramáticos a partir del nombre de la persona) y la quiromancia (lectura de las líneas de la mano).
Las autoridades eclesiásticas castigaban a las personas que realizaban estos actos mediante una copiosa legislación canónica emanada de sucesivos concilios y sínodos. “En este escenario, el proceso judicial estaba a cargo de jueces eclesiásticos y, en casos excepcionales, del Tribunal del Santo Oficio de la Inquisición que condenaba con penas que incluían la excomunión, los azotes, las multas pecuniarias, la cárcel y el destierro”.
Se habla de que existen registros de la utilización de una planta de nombre doradilla, la cual fue utilizada para realizar trabajos amorosos de brujería, algunos habríaselos denunciado ante el Santo Oficio; dataría esta brujería de la Colonia y no en la época prehispánica.

### La Ilustración y la crítica final de la brujería (sigloXVIII)
Algunos "filósofos naturales" del siglo XVII d. C., como Gassendi y Malebranche, se ocuparon en demostrar empíricamente la irrealidad de la brujería, lo que puso las bases de la crítica definitiva que se realizó durante la Ilustración, y que Voltaire resumió con una frase contundente:

Sólo la acción de la Filosofía ha curado a los hombres de esta abominable quimera, y ha enseñado a los jueces que no hay que quemar a los imbéciles.

Gassendi recurrió al método experimental para desacreditar la creencia en la brujería. Hizo tomar un narcótico a varios aldeanos de los Bajos Alpes diciéndoles que iban a asistir a un aquelarrey cuando se despertaron contaron que en efecto habían asistido a una reunión de brujos y de brujas. Malebranbre, por su parte, en su famoso tratado De la recherche de la verité, atribuyó «la mayor parte de las brujerías a la fuerza de la imaginación». Para demostrar su tesis puso el siguiente ejemplo:

Un pastor en su hogar cuenta después de cenar, a su mujer e hijos, las aventuras del «Sabbat»... El pastor repite lo mismo en días diferentes. La imaginación de la mujer y de los hijos recibe, poco a poco, impresiones más profundas. Se acostumbran, los miedos pasan, queda la convicción, sin embargo. Al fin, la curiosidad les instiga a ir. Se frotan con cierta droga con tal intención y se acuestan: esta disposición de su ánimo caldea aún más su imaginación, y las marcas que el pastor había formado en su cerebro se abren en grado suficiente como para hacerles juzgar, durante el sueño o ensueño, presentes o reales todos los movimientos de la ceremonia de que les había hecho una descripción. Al levantarse se hacen preguntas mutuas y se cuentan lo que han visto. [...] He aquí a unos brujos cabales que ha hecho el pastor. Y ellos harán otros a su tiempo si, poseyendo imaginación fuerte y viva, no les impide el miedo contar historias semejantes. Se han encontrado varias veces brujos de buena fe que decían a todo el mundo en general que iban al «Sabbat» y que estaban tan persuadidos que, aunque varias personas los velaran y aseguraran que no habían salido de sus camas, no podían rendirse al testimonio de éstas

Un libro clave para la demolición del mito de la brujería fue Betoorverde weereld ('El mundo encantado') del neerlandés Baltasar Bekker, publicado en Leuwarden en 1691. La importancia de esta obra radica en que se propuso demostrar una idea que contradecía una creencia de siglos: que el demonio no intervenía en la vida de los hombres. Por eso la obra fue condenada por un sínodo y Bekker perdió el cargo que ostentaba, «llevando hasta su muerte una vida errante y poco segura», afirma Caro Baroja.
Casi veinte años después, en 1710, apareció un libro anónimo escrito en francés que abordó el tema de la brujería de forma humorística y que tuvo un gran éxito. Se titulaba L'histoire des imaginations extravagantes de Monsieur Oufle, y era una sátira de los libros de brujería y de magia, siguiendo el ejemplo de Cervantes en el Quijote respecto de los libros de caballería. En 1725 se publicaron unas cartas del médico St. André en las que denunciaba que las declaraciones de los supuestos brujos estaban muy influidas por toda la literatura que se había publicado sobre el tema.
Voltaire en su Diccionario filosófico ironizaba sobre la brujería más propia de otros tiempos.

Es pena grande que hoy no haya ya ni poseídos, ni magos, ni astrólogos, ni genios. No puede concebirse lo que hace cien años suponían todos estos misterios como recurso. [...] Cada aldea tenía su brujo o su bruja, cada príncipe tenía su astrólogo; todas las damas se hacían decir la buena ventura; los poseídos andaban campo traviesa; la cuestión era saber quién había visto al Diablo o quién lo había de ver; y todo esto era objeto de inagotables conversaciones que mantenían los ánimos suspensos.

El ilustrado español Benito Feijoo también se ocupó de desacreditar la creencia en la brujería:

Hubo en los tiempos y territorios en que reynó esta plaga, mucha credulidad en los que recibían las informaciones, mucha necedad en los delatores y testigos, mucha fatuidad en los mismos que eran tratados como delinqüentes. Los delatores y los testigos eran, por lo común, gente rústica, entre la cual, como se ve en todas partes, es comunísimo atribuir a la hechicería mil cosas, que en ninguna manera exceden las facultades de la Naturaleza o del Arte. El nimio ardor de los procedimientos y freqüencia de los suplicios trastornaba el seso de muchos miserables, de modo que luego que se veían acusados, buenamente creían que eran brujos o hechiceros y creían y confesaban los hechos que les eran imputados, aunque enteramente falsos. Éste es efecto natural del demasiado terror, que desquicia el cerebro de ánimos muy apocados. Algunos jueces eran poco menos crédulos que los delatores y delatados. Y si fuesen del mismo carácter los de hoy, hoy habría tantos hechiceros como en otros tiempos.

Por otro lado, durante el siglo de las Luces aparecieron historiadores europeos que acusaban a la Iglesia y a la Inquisición, de la caza de brujas porque las persecuciones habían sido en nombre de Dios y habían sido sacerdotes quienes inventaron la imagen de la bruja maléfica. Autores católicos, posteriormente, reivindicaron el papel de la Iglesia aduciendo que la creencia en las brujas no fue una invención de la Iglesia. La controversia se mantiene.
El último juicio por brujería en Alemania tuvo lugar en Würzburg en 1749, pero en Suiza Anna Göldin fue ejecutada por bruja en el cantón protestante de Glarus en 1782.

### Edad Contemporánea
Siglo XIX d. C.

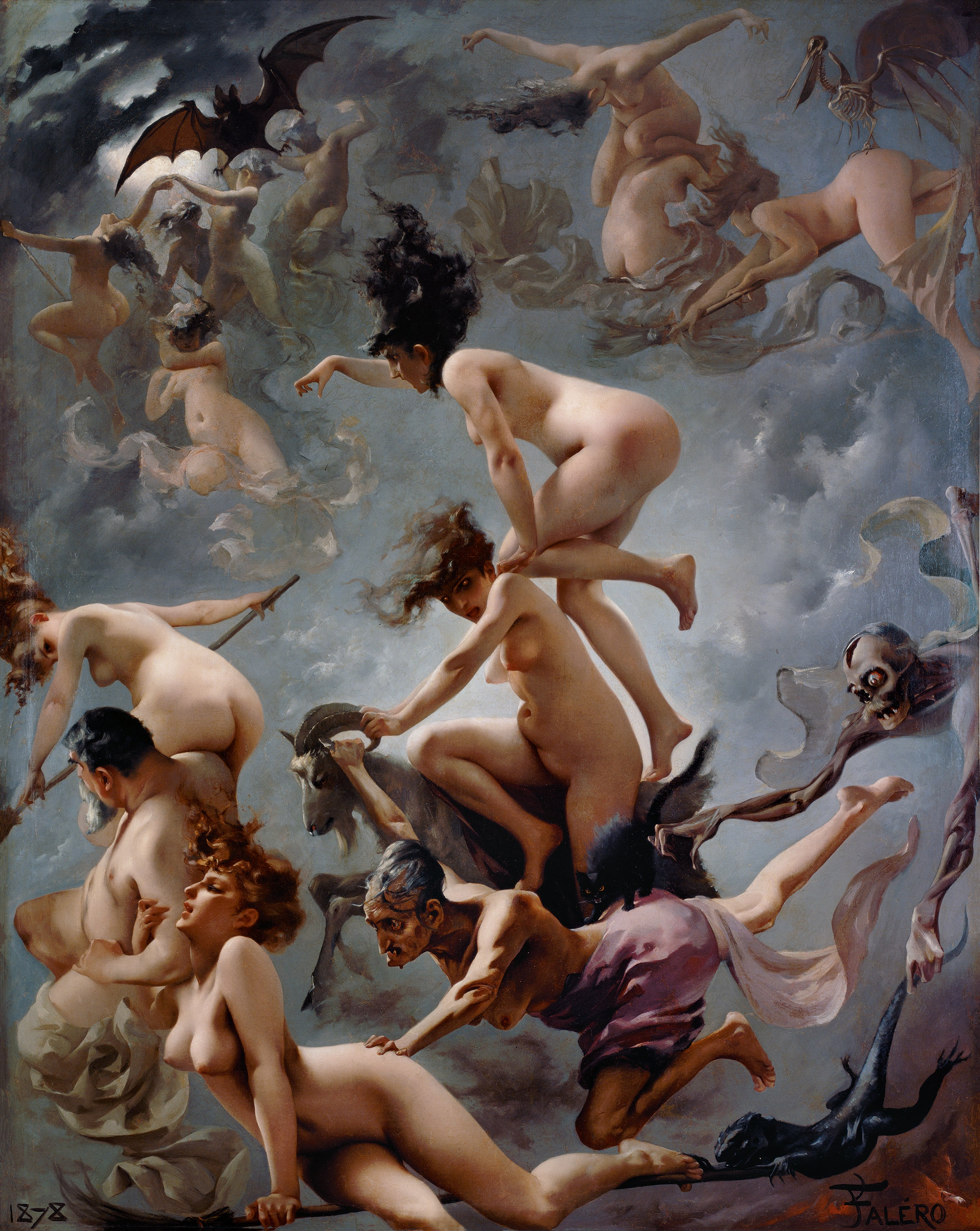
Brujas yendo al Sabbath (1878) por Luis Ricardo Falero.

Con el romanticismo, excepto Goethe, el tratamiento de la brujería experimenta un «retroceso», pues el tema se banaliza al tratarlo con un criterio efectista y teatral y al darle un toque de «color local», como Merimée cuando escribe sobre las brujas españolas, o de «color histórico», como todos los imitadores de Walter Scott. Un ejemplo de esto podría ser la descripción del «Sabbat» que hace Théophile Gautier en Albertus ou l'âme et le péché (1832) en el que, según Caro Baroja, «el «color» domina sobre todo lo demás, un «color» brillante a veces, oscuro otras», que recuerda a los grabados de Gustave Doré y otros dibujantes y pintores de la época.
La banalización de la brujería continua a lo largo del siglo XIX d. C. y principios del siglo XX d. C.. «La bruja sale hasta en las zarzuelas y operetas, en dramas y novelones... La literatura regional hace amplio uso de ella. Los poetas finiseculares, los modernistas y otros afines, explotan su silueta».
Siglo XX d. C.
En 1944, las médium Helen Duncan y Jane Rebecca Yorke fueron las últimas mujeres en ser procesadas y encarceladas por la Ley de Brujería de 1735, aunque no por ser brujas, sino por engañar a la gente haciéndoles creer que podían invocar espíritus. La ley fue derogada en 1951.
En 1950, en la Alemania de posguerra, en la zona rural cercana a Luneburgo, el próspero granjero Johannes Bading denunció que sus animales morían a causa de un extraño gas que salía de la casa de un vecino. Bading atribuyó esto a vecinos envidiosos que practicaban la brujería y el propio Bading asesinó a una vecina con un instrumento de labranza creyéndola bruja. Cerca de 15 casos de brujería se denunciaron ante los tribunales de la región, ante la sorpresa e incredulidad de los jueces.

## Interpretaciones de la caza de brujas
Al principio el debate sobre la brujería se produjo entre «realistas» y «nominalistas», es decir, entre los que creían que lo decían las brujas era cierto, y los que pensaban que era producto de su imaginación o simplemente mentiras. Hoy en día de lo que se trata no es de juzgar a las brujas sino de interpretar la brujería en función del análisis de la «lógica» de su discurso. Así una de las primeras tareas de los estudiosos ha sido delimitar lo que las brujas decían de lo que la gente creía de ellas, para establecer claramente la frontera entre la brujería «objetiva» y la prefabricada por la opinión.

### Teoría del origen pagano
Una de las interpretaciones que más arraigo han conseguido en medios neopaganos, es la que hace a las brujas representantes de antiguos cultos anteriores al Cristianismo, que sus perseguidores habrían identificado, errónea o malintencionadamente, con la adoración al Diablo.
El precursor de esta interpretación fue el alemán Ernest Jarcke, profesor de la universidad de Berlín, que en 1828 planteó la brujería como una forma de religión natural que habría sido la de los pueblos germánicos paganos. Esta idea fue ampliada en 1839 por Franz Joseph Mone al afirmar que la brujería tenía bases precristianas que procedían de un culto subterráneo, esotérico, que practicaban los sectores populares adorando a un dios nocturno en forma de cabra y celebrando orgías, magia y envenenamientos. La teoría de que la brujería no era otra cosa que la pervivencia de una religión anterior al cristianismo fuera formulada finamente por James George Frazer en su famoso libro La rama dorada (1907-1915), en el que formuló las dos «leyes» en las que se basaría la brujería: la «ley del parecido», según la cual la bruja deduce como puede producir el efecto que desee solo imitándolo; y la «ley de contacto», según la cual la bruja cree que todo lo que haga con un objeto material afectará de la misma forma a la persona que esté en contacto con el mismo. Pero fue sobre todo Margaret Murray con su libro The Witch-Cult in Western-Europe (1921), la que desarrolló esta teoría centrándose en el culto a Diana y la fertilidad.
Según Murray, que escribió también God of the Witches (1933) y The Divine King in England (1954), la brujería derivaba de una antigua religión neolítica, en la que se practicaban sacrificios humanos. Así, las «noches de brujas» o sabbat corresponderían a las épocas del año en que, en el Neolítico, se realizaban ritos de fertilidad para lograr que la naturaleza no muriera en el invierno y concediera buenas cosechas en el verano, el 31 de julio y el 1 de febrero. De este modo, la brujería permanecía subterráneamente ligada a las «religiones panteístas», concretamente de influencias germánicas y celtas. Estas reuniones serían el residuo de los ritos femeninos griegos y romanos al dios Baco y otros ritos de origen tracio. Y las denominadas brujas serían las herederas de las sacerdotisas Bacantes tras la entrada del cristianismo. El macho cabrío parece corresponder más al «dios de la fertilidad» Pan y los «sátiros».
El punto de vista de Murray sobre la brujería resultó muy atractivo por el destacado papel que concedía a la mujer y a su sexualidad, y por lo que implicaba de resistencia contra la opresión de la Iglesia. Durante los años 30, surgió en el Reino Unido un movimiento de recuperación de la brujería, en gran medida basado en las teorías de Murray. Tuvo también una gran influencia en Gerald Gardner, autor del que puede considerarse el texto fundacional de la Wicca, Witchcraft today (1954), cuyo prólogo fue escrito por Murray.
Los seguidores de Murray se dedicaron al estudio comparativo de la brujería con los cultos del Antiguo Egipto y de Mesopotamia, buscando un hipotético origen común, partiendo del supuesto de que la brujería sería una cultura antigua poco evolucionada. Sin embargo, esta teoría ha sido muy criticada porque pretende aplicar los esquemas mentales de la «cultura erudita» a un fenómeno como el de la brujería que forma parte de la cultura popular.
Las tesis de Murray también han sido muy cuestionadas, por basarse en fuentes poco dignas de crédito, como son las confesiones de las propias brujas, a menudo realizadas bajo tortura.

### Teorías psicológicas y psiquiátricas
Desde el siglo XIX d. C. han abundado las explicaciones psicológicas y psiquiátricas de la brujería, y otros investigadores también han señalado el paralelismo que existe entre la sintomatología de las drogas alucinógenas con las expresiones físicas y emocionales de las brujas. Sobre todo han insistido (como Michel Foucault) en el componente de histeria sexual de la brujería:

La represión sexual del puritanismo acentuado en los siglos XVI y XVII propiciaría la floración de múltiples desviaciones. Los sabbats serían sueños motivados por ardientes deseos sexuales reprimidos por la moral dominante. [...] La represión mitificó la sexualidad en relación directamente proporcional a la persecución del placer generado por histerias y locuras penosas.

Un buen ejemplo de esto podría ser el Malleus maleficarum en el que abundan las alusiones al tema sexual.

### Teorías escépticas
A principios del siglo XX d. C., H. Ch. Lea afirmó que la brujería había sido un invento de la Inquisición, de los legos y de los teólogos al servicio del poder temporal de la Iglesia católica, una idea compartida por el canónigo Dollinger. En la segunda mitad del siglo el danés G. Henningen afirmó que efectivamente la brujería había sido el producto de la elaboración teológica de los intelectuales y nunca llegó a formar parte de la tradición popular. Así que no habría habido sectas paganas de culto a la fertilidad sino que la brujería se habría difundido a través de las reuniones y sugestiones propaladas por los sermones de los predicadores.

### Teorías sociológicas y antropológicas
El historiador francés Jules Michelet en su obra La Sorcière (1862) situó la brujería en el contexto de la lucha de las clases oprimidas contra el orden social establecido. Así, según Michelet, la brujería fue la respuesta desesperada del pueblo que encontró en ella la única posibilidad de poner remedio a sus males físicos y morales. A este planteamiento se sumó el sociólogo Emile Durkheim (1912) quien describió la brujería como la expresión de la conducta antisocial e individualista primitiva. Y el antropólogo Malinowski (1955) destacó que la brujería es una respuesta a la desesperanza que produce en el hombre o en la mujer un mundo que no pueden controlar. Este enfoque sociológico y antropológico ha sido desarrollado por numerosos historiadores que han estudiado el tema de la brujería en el paso del mundo medieval al mundo moderno. Para algunos de ellos, «el caldo de cultivo de la brujería serían las tensiones de la aldea cuando se pasa de la comunidad orgánica y solidaria medieval al individualismo del capitalismo agrario», a lo que habría que añadir «el defectuoso proceso de cristianización de Europa, destacado por Delumeau, que originó la subsistencia de costumbres paganas» y «la incidencia catastrófica de la muerte generadora de la búsqueda de explicaciones satisfactorias por parte del campesinado ―¿castigo de Dios o amenaza del diablo?―». Desde el ámbito de la microhistoria, el historiador Carlo Ginzburg retomó en 1961 —Brujería y piedad popular— el tema de la brujería como forma primitiva de la lucha de clares («la brujería puede considerarse [...] un arma de defensa y de ataque en las disputas sociales»), pero añade una nueva hipótesis: los procesos de brujas como choque entre culturas diferentes (los inquisidores, representantes de una religión ortodoxa, y las brujas, seguidoras de una religiosidad popular y considerada diabólica).

### Interpretaciones socioeconómicas
Silvia Federici (Italia, 1948), en su libro Calibán y la bruja defiende la teoría según la cual «La caza de brujas está relacionada con el desarrollo de una nueva división sexual del trabajo que confinó a las mujeres al trabajo reproductivo» y en concreto con los inicios del capitalismo que requería aumentar el mercado de trabajo ―potenciar el trabajo asalariado― y eliminando la agricultura de subsistencia y cualquier otra práctica de supervivencia autónoma ligada en ocasiones a tareas agrícolas en terrenos comunales. Federici sostiene que la irrupción del capitalismo fue «uno de los periodos más sangrientos de la historia de Europa», al coincidir la caza de brujas, el inicio del comercio de esclavos y la colonización del Nuevo Mundo. Los tres procesos estaban relacionados: se trataba de aumentar a cualquier coste la reserva de mano de obra.

## La brujería en otras culturas
Entre las diversas manifestaciones del chamanismo en el norte del continente americano, está el nagualismo (o nahualismo) mexicano, según el cual el brujo o bruja puede transformarse en su animal protector, que puede ser tanto volador como terrestre, doméstico como salvaje. En América del Sur, según la tradición de Chile, la transformación de las brujas era principalmente en aves, aunque también se mencionan otros animales; destaca un tipo de bruja o brujo al que, al igual que los Calcu en la tradición Mapuche, se suponía la capacidad de convertirse en un mítico pájaro conocido como Chonchón. En Perú los chamanes suelen convertirse en animales de granja, como por ejemplo transformarse en cerdo o cabra.
Referente a la forma de vuelo que se les atribuía en el resto del mundo, en México creían en el nahualismo, acto por medio del cual las brujas practicantes de antiguos ritos prehispánicos podían convertirse o metamorfosearse en aves nocturnas como lechuzas o búhos; en el caso de Chile destacaba la creencia de que el brujo chilote contaba con un macuñ (del mapudungun makuñ: ‘manto’ o ‘chaleco’) hecho con la piel del pecho de un cadáver humano. Igualmente en este país se le atribuía la capacidad del vuelo transformados en aves de «mal agüero» (‘mala suerte’), ejemplo de ello es la leyenda de la Voladora.

## Las brujas en el folclore europeo

### Su reflejo en la literatura infantil

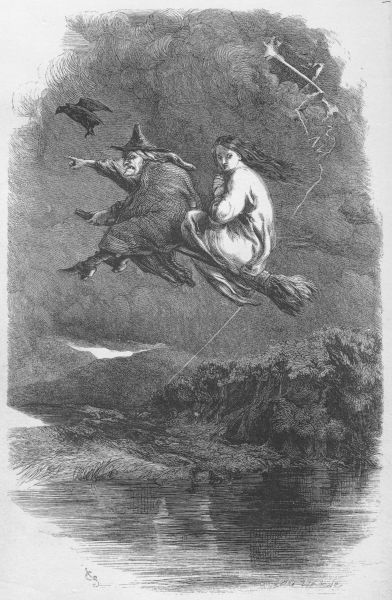
Ilustración de The Lancashire witches, de William Harrison Ainsworth.

La bruja tiene un papel esencial en los cuentos infantiles, como los recopilados por los Hermanos Grimm, en donde es el personaje malvado arquetípico. Las brujas de cuento más famosas son:
- La madrastra de Blancanieves, que intenta asesinar a esta con una manzana envenenada;

- La bruja de La Sirenita (el relato de Hans Christian Andersen), que realiza un pacto por el cual le dota de unas piernas a cambio de su voz;

- La bruja de la casita de chocolate de Hansel y Gretel;

- La Baba Yaga del folclore ruso, reflejada en el relato homónimo de Aleksandr Nikolaievich Afanasiev, una vieja bruja que habita en una casa mágica que es capaz de caminar sobre patas de ave;

En la reciente literatura estadounidense también se recoge el mito de la bruja, pero ya no tienen por qué ser malvadas. Así, en El Mago de Oz aparecen dos brujas malvadas y dos bondadosas.

### La belleza y la fealdad
Tradicionalmente se asocia la imagen de la bruja a una mujer anciana, fea y especialmente desagradable. Sin embargo, se creía que entre sus poderes estaba el de poder modificar su aspecto a voluntad, mostrándose como una joven hermosa y deseable. La bruja utilizaría esta apariencia para seducir a los hombres y llevarlos a la perdición.

## Brujería en la cultura popular
En la mayoría de las series de televisión que tratan el tema de la brujería, las brujas son presentadas como hermosas, buenas y heroínas. Una de las primeras series televisivas en tocar el tema fue Hechizada, con Elizabeth Montgomery, seguida de series como La peor bruja, Sabrina, la bruja adolescente, Buffy la cazavampiros,  Charmed y la británica Hex.
La buena imagen de las brujas también apareció en los cómics, una de las más conocidas es Wendy, la brujita buena, quién apareció en los cómics de Cásper. Las brujas buenas también aparecieron en muchos trabajos literarios, siendo particularmente determinante Harry Potter y toda su serie, si bien no es ni la primera ni la última obra literaria que toca el tema de la brujería.
Terry Pratchett, el autor de Mundodisco tiene entre sus sagas la de las Brujas de Lancre, donde si bien todas y cada una son peculiares y extrañas, actúan como una suerte de juezas, médicos, parteras y psicólogas («cabezólogas») en unas zonas rurales depauperadas y duras aunque con mucha «vida». Estas brujas tampoco son exactamente buenas, ni malas. Son justas y siempre dicen que a la gente hay que darles lo que necesitan, no lo que quieren ni lo que creen necesitar. Y esto es una de las razones de que no acaben de contar con las simpatías de todos que las tratn con una mezcla de miedo y respeto.
H. P. Lovecraft escribió muchos cuentos sobre brujería, generalmente en el estilo clásico grotesco de bruja malvada y fea. También es malvada la Bruja Blanca en la serie literaria católica Las crónicas de Narnia, no obstante las brujas son buenas y heroínas valientes que luchan contra un gobierno opresor en la serie de libros La materia oscura, que comienza con La brújula dorada. Tanto la serie de Harry Potter, como La brújula dorada y Las crónicas de Narnia han sido llevadas al cine.
La literatura juvenil actual se suele desmarcar de esta visión, más basada en La Celestina, para recrear otro bruja más agradable a la vista, pero igual de peligrosa. Varios dibujantes han representado a las brujas como mujeres jóvenes y dotadas de un enorme atractivo innato. Buenos ejemplos son las numerosas damas que tratan de hechizar, utilizar o contratar a Conan el Bárbaro o la deslumbrante y turgente Reina Bruja de Anubis, que trató de seducir y hechizar al Capitán Trueno y al final, siguiendo la línea de no mostrar a la bruja como un ser malvado, dio su vida por la de la reina Sigrid, para verlos juntos antes de morir.
Películas sobre brujas hay muchas, tanto como villanas en Brujas y Hocus Pocus, glamorosas como en Las Brujas de Eastwick, o en calidad de heroínas en las versiones filmicas de Harry Potter y La Brújula Dorada. También se tocó el tema desde el punto de vista del teen-drama en Jóvenes y brujas, aunque la película hace una visión negativa de la Brujería, curiosamente la actriz Fairuza Balk, protagonista de la película se convirtió a la Wicca en la vida real tras filmar Jóvenes y Brujas.
También se cita a las brujas en varias series anime (dibujo animado japonés) como héroes o villanos dando como ejemplo la serie de anime Soul Eater donde los protagonistas de la serie tienen como tarea la misión de eliminar demonios y brujas, confiscando sus almas para el Dios de la Muerte o Shinigami y así evitar el caos que estas causan al mundo y convertir a sus armas en Death Scythe (Guadaña Mortal)un tipo de arma exclusiva para el Shinigami.
Otra de las historias relacionadas con las brujas en el ámbito del anime y el manga es Umineko no Naku Koro ni. Originalmente una Sound Novel, cuenta la historia de Battler Ushiromiya, miembro de la acaudalada familia Ushiromiya que cada año realizan una reunión familiar en su isla privada Rokkenjima. Cuando una serie de macabros asesinatos comienzan a ocurrir en la isla, todos culpan a la maldición de Beatrice La Bruja Dorada, que según cuenta la leyenda había otorgado el capital inicial al patriarca de la familia, sobre el cual este amasó su fortuna. En un par de días todos en la familia, incluyendo a Battler, son asesinados. En una especie de «purgatorio», Battler conoce a la Bruja Dorada Beatrice en persona, la que lo reta a un juego. En este juego de ingenio, Battler debe probar la inexistencia de la magia y de las brujas usando su razonamiento lógico para probar que los asesinatos no fueron cometidos por una bruja usando magia, sino por un humano común y corriente. De no lograr desacreditar la existencia de la magia, los asesinatos en la isla se perpetuarán por toda la eternidad.
Una tercera serie de anime es la de El cazador de la bruja (エル・カザド, Eru Kazado?), La historia se desarrolla de México a Perú y narra como Nadie, una cazarrecompensas, encuentra a Ellis, una chica sospechosa del asesinato de un prestigioso físico, de lo cual parece no acordarse. Nadie acepta acompañar a Ellis en su viaje al sur, junto a una misteriosa piedra que guiará su camino, y así encontrar la Wiñay Marka (Ciudad Eterna). De cerca las sigue L. A, un joven que espía a Ellis porque la ama.
A lo largo de la historia Ellis descubrirá los secretos de su pasado junto a Nadie, que también guarda los suyos propios. Mientras, el Proyecto Leviathan continúa en pie presidido por Douglas Rosenberg el cual quiere acabar con las brujas. Cerca de él trabaja Jody Hayward (apodada Blue-Eyes), quien quiere destruir ese proyecto, y contrata a Nadie para proteger a Ellis. En el juego de intrigas también parte Ricardo, que es contratado por Rosenberg, y Lirio, una pequeña niña que no habla y está bajo la protección de Ricardo.
El 40 % de los casos judiciales de África central están relacionados estrechamente con la brujería.

### La Brujería en el Folklore chileno
El autor chileno Julio Vicuña Cifuentes, en su libro Mitos y Supersticiones recogidos de la tradición oral chilena, en el capítulo de Mitos, dedica un apartado a los «Brujos» a los que también señala que en Chile se les llama Mandarunos o Mandarunas, los que se reúnen para sus aquelarres en la cueva de Salamanca.